# Piégut-Pluviers-Granodiorit
Der Piégut-Pluviers-Granodiorit ist ein kalkalkalisches Granodioritmassiv am Nordwestrand des variszischen Massif Central in Südwestfrankreich. Sein Abkühlungsalter wurde mit 325 ± 14 Millionen Jahren BP datiert (Unterkarbon, genauer Oberes Mississippium, Serpukhovium).

## Geographisches

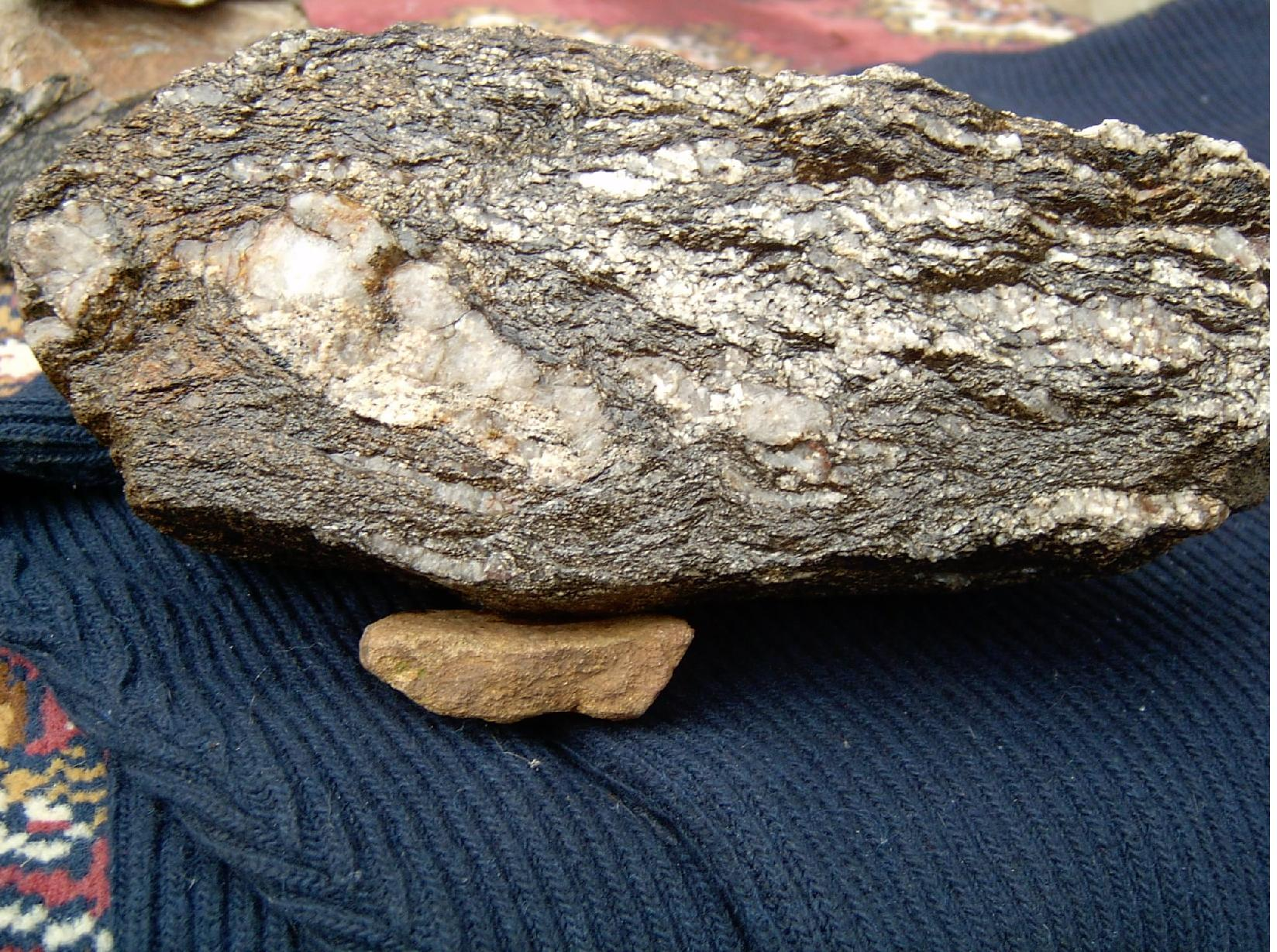
Plagioklasreicher Paragneis von Nontron mit großen Porphyroblasten – Wirtsgestein des Granodiorits

Das Granodioritmassiv, früher auch als Massif granitique de Nontron (Granitmassiv von Nontron) oder als Granite à biotite d'Abjat (Biotitgranit von Abjat) bezeichnet, ist nach Piégut-Pluviers, einer Gemeinde im Norden des Arrondissements Nontron im Département Dordogne benannt, welche mitten im Massiv liegt. Es hat in etwa die Gestalt eines um 180° gedrehten Kommas mit einem nahezu viereckigen Zentralteil im Süden, der seinerseits in die Südwest-Nordost-Richtung verdreht ist. Dieser Zentralteil besitzt einen dreieckigen, nach Norden spitz zulaufenden Fortsatz. Der Zentralteil misst in Nordost-Südwest-Richtung maximal 15,5 Kilometer, in Südost-Nordwest-Richtung 15 Kilometer.
Der Fortsatz hat in etwa eine Länge von 10 Kilometer, wird jedoch vom eigentlichen Massiv noch durch ein sehr dünnes, in etwa 100 Meter mächtiges Gneisseptum (rund 100 Meter dicke Zwischenlage aus migmatitischem Paragneis, dem Bussière-Badil-Paragneis) abgetrennt.
Auch im Süden des Hauptmassivs finden sich im Savignac-de-Nontron-Paragneis noch drei weitere kleinere Apophysen (Abzweigungen in das Nebengestein), die sich entlang einer Südsüdost-streichenden Störung aufreihen (Vorkommen bei Le Petit Villars, Brin und Beaumont – alle zu Saint-Pardoux-la-Rivière gehörend). Das nördlichste und größte Vorkommen bei Le Petit Villars liegt 1,6 Kilometer vom Hauptmassiv entfernt und wird rund 700 Meter lang. In den umgebenden Paragneisen wurde der Isograd des Alkalifeldspats überschritten und somit Anatexis erreicht.
Das Granodioritmassiv beansprucht insgesamt rund 250 Quadratkilometer Oberflächenausdehnung. Sein niedrigster aufgeschlossener Punkt liegt auf 135 Meter am Westrand und sein Kulminationspunkt auf rund 375 Meter Höhe über N.N im Nordosten. Das Massiv stellt folglich eine ganz leicht nach Südwest einfallende Pultscholle dar, die in ihrem Inneren nur relativ geringe Reliefunterschiede aufweist.

### Hydrographie

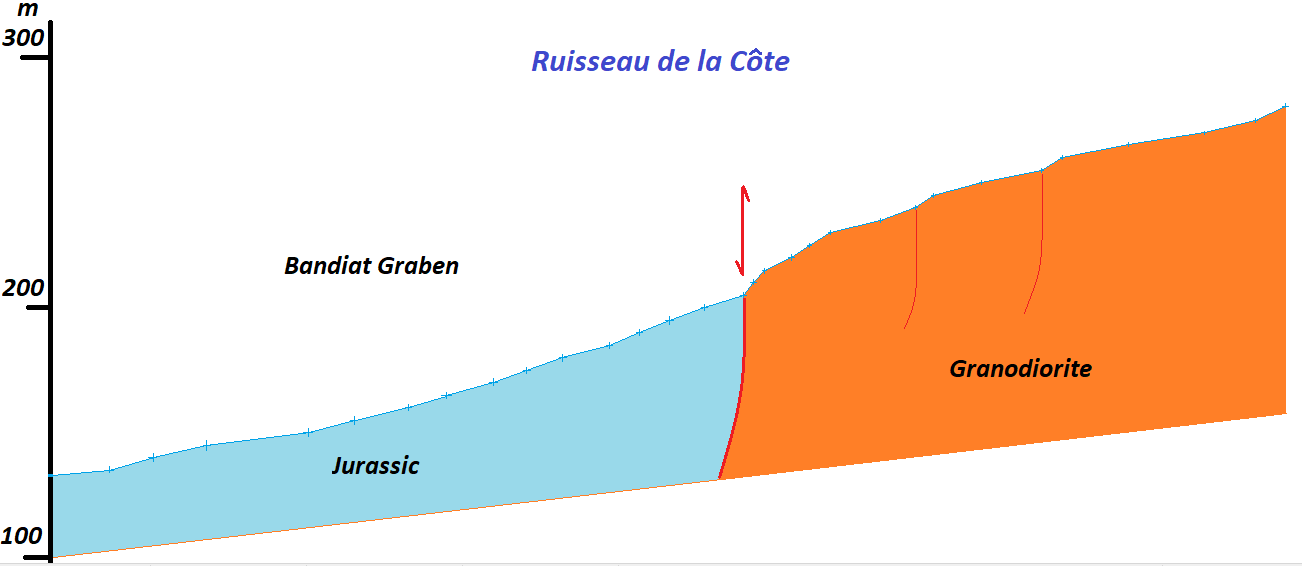
Profil entlang des Ruisseau de la Côte, einem rechten Nebenfluss des Bandiats. Der Profilknick gibt die Randstörung des Zentralmassivs zu erkennen.

Die Pultscholle des Granodioritmassivs wird von mehreren Flussläufen durchzogen, so beispielsweise im Südosten und Süden vom Bandiat und seinen kleinen Nebenflüssen, im Zentralabschnitt von der Doue und am Nordrand vom Trieux. Die nördliche Apophyse wird von der Tardoire durchquert. Die Fließrichtung ist generell Südwest. Der Bandiat hat sich beispielsweise bei Nontron in ein rund 100 Meter tiefes Canyon eingegraben, in dem er mäandriert.
An rechtsseitigen, von der Pultscholle herabkommenden Nebenflüssen des Bandiats (beispielsweise am Ruisseau de Vergnes und am Ruisseau de la Côte) ist eine Verjüngung des Flussprofils zu beobachten, welche auf eine Heraushebung der Pultscholle entlang der Randstörungszone des Massif Central hindeutet (mit einem Versetzungsbetrag von gut 15 Meter). Die Anhebung der Trogschulter des Bandiat-Grabens stellt folglich ein recht junges Phänomen dar, da das Flussprofil nach wie vor empfindlich gestört ist und noch nicht ausreichend Zeit hatte, sich an das neue Basisniveau anzupassen. Die Bewegungen dürften somit ins Quartär datieren – wahrscheinlich Oberes Pleistozän oder jünger.
Die Flüsse haben während der Würm-Kaltzeit und während des Holozäns ihr Alluvium abgelagert (Formation K bzw. Fy-z oder Fz). Neben der eigentlichen alluvialen Sedimentlast kann auch erodiertes pleistozänes Kolluvium (siehe weiter unten) und auch eiszeitlicher Hangschutt mit eingearbeitet sein. Die Mächtigkeit der Ablagerungen ist nur gering – wenige Meter. Sie bestehen gewöhnlich aus einem ziegelroten, plastischen Tonstein, in den Kiesel aus Quarz und Granodiorit eingebettet sind. Darüber legen sich dann typische, sandig-schluffige Überlaufsedimente.

## Geologischer Überblick

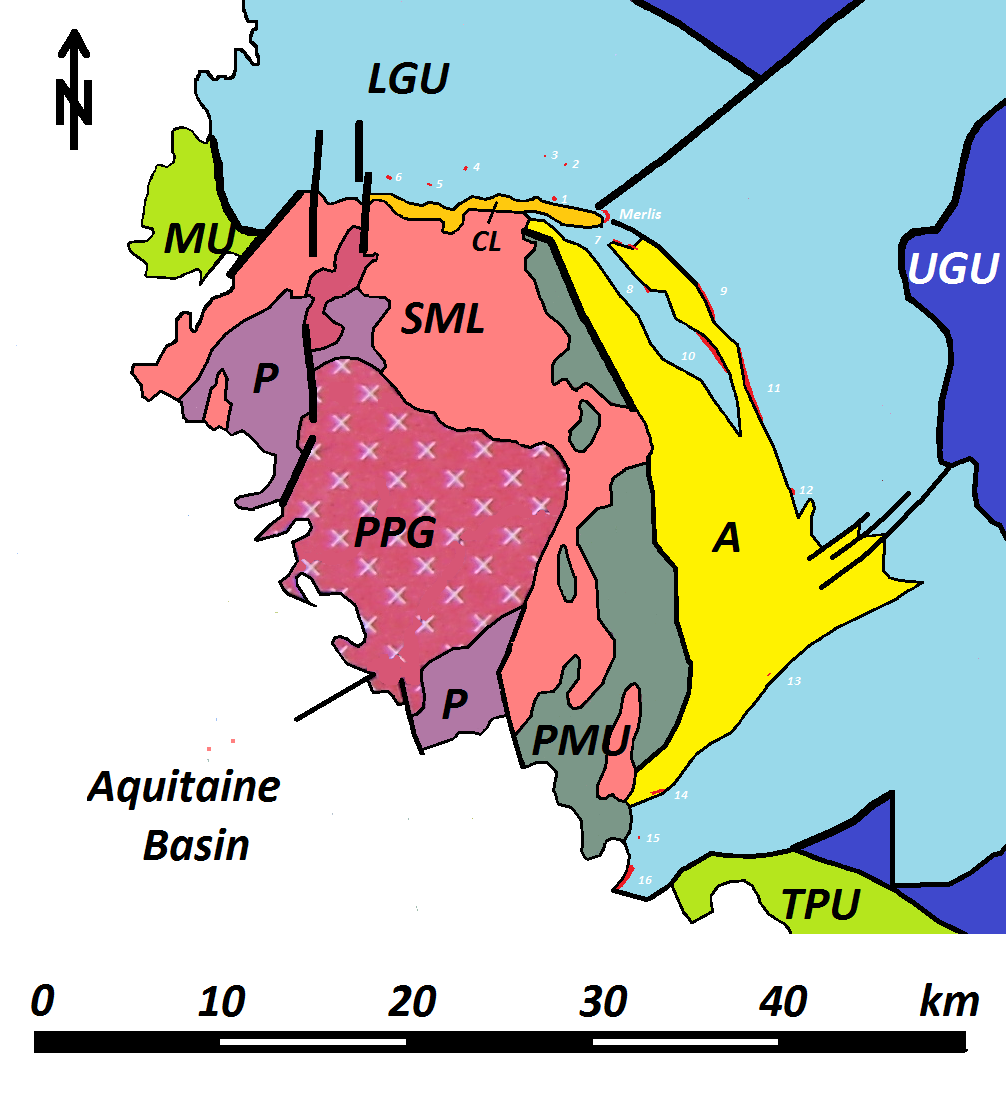
Geologische Karte des Saint-Mathieu-Doms

Im Osten, Nordosten und Norden wird das Granodioritmassiv (Einheit PPG auf der geologischen Karte) vom Saint-Mathieu-Leukogranit und dessen Äquivalenten umgürtet (Einheit SML), welcher mit 315 ± 17 Millionen Jahre BP etwas jünger ist (Pennsylvanium, Bashkirium). Im Südosten und Nordwesten begrenzen das Massiv verschiedene Paragneise (Einheit P). Auf seiner Süd- und Südwestseite wird es größtenteils von Sedimenten des Lias, welche dem Aquitanischen Becken angehören, transgrediert. Zusammen mit dem Saint-Mathieu-Leukogranit bildet das Massiv eine parautochthone strukturelle Aufwölbung im Grundgebirge, den so genannten Saint-Mathieu-Dom.
Zu den Paragneisen zeigt der Granodiorit öfters keine scharfen Kontaktverhältnisse, es besteht vielmehr ein diffuser Übergangsbereich, der sich über mehrere hundert Meter hinziehen kann und in welchem sich Granodiorit- und Gneislagen wiederholt miteinander verzahnen. Dies lässt darauf schließen, dass die Paragneise die Ausgangs- bzw. Wirtsgesteine des Granodiorits darstellen.
Strukturell lässt sich in diesem Abschnitt des westlichen Massif Central folgender Aufbau erkennen (vom Hangenden zum Liegenden):
- Obere Gneisdecke (Einheit UGU)
- Untere Gneisdecke (Einheit LGU)
- Parautochthoner Glimmerschiefer mit Leukogranit (Einheit PMU)
- Granodiorit und Leukogranit
- Paragneise (wie beispielsweise der Nontron-Paragneis und der Bussière-Badil-Paragneis)

### Allgemeine Einführung
Die tektonomagmatische Entwicklung des Massif Central lässt sich in vier große Abschnitte unterteilen. Nach einer anfänglichen, eovariszischen Subduktion am Nordrand Gondwanas im Verlauf des Silurs (430 bis 400 Millionen Jahre) stellten sich Hochdruckbedingungen ein (2 Gigapascal und 700 °C), dokumentiert durch metamorphosierte Eklogitüberreste einer ozeanischen Kruste, konserviert in den beiden Gneisdecken. Die folgende mesovariszische Kontinentalkollision im Zeitraum 400 bis 340 Millionen Jahre führte zu Deckenstapelung und war begleitet von einer Regionalmetamorphose des Barrow-Typs, wobei im Limousin erstmals anatektische Schmelzen entstanden. Generell lassen sich die anatektischen Schmelzbildungen ihrerseits in zwei Typen unterteilen – die Magmatite der kalkalkalischen Limousin-Tonalitlinie ab 370 Millionen Jahren und ab 359 Millionen Jahren die peraluminosen Magmatite des Guéret-Typus. Letztere erscheinen als riesige Lakkolithen und werden überwiegend aus Cordierit- und gelegentlich auch Hornblende-führenden Biotitgraniten aufgebaut. Der Piégut-Pluviers-Granodiorit wird als ein später Vertreter dieses Typs angesehen, was insbesondere durch seine Hornblende-Fazies nahegelegt wird.
Während der anschließenden neovariszischen Entwicklung wurde das Variszische Orogen im Zeitraum 340 bis 310 Millionen Jahren von zahlreichen transpressiven Seitenverschiebungen durchtrennt, welche zur Entstehung von peraluminosen Zweiglimmergraniten (Leukograniten wie beispielsweise den Saint-Mathieu-Leukogranit) des Limousintypus führten. Im postorogenen Spätstadium zwischen 320 und 280 Millionen Jahren streckte sich das Orogen und es entstanden domartige Aufwölbungen von Migmatit (beispielsweise der riesige Velay-Dom im Osten des Massif Central) und Einbruchsbecken, die sich mit kohlehaltigen Sedimenten verfüllten. Letzte magmatische Entwicklungen im Limousin beschränkten sich auf sehr kleine, extrem spezialisierte Granitintrusionen (Englisch Rare Metal Granites), die gewöhnlich an Verwerfungen gebunden waren.

## Petrologie

### Fazies
Das Granodioritmassiv ist nicht homogen, sondern weist mehrere Petrofazies aus. Darunter:
- Grobkörnige Fazies
- Grobkörnige porphyrische Fazies
- Feinkörnige Fazies
- Feinkörnige, hornblendeführende Fazies

#### Grobkörnige Fazies

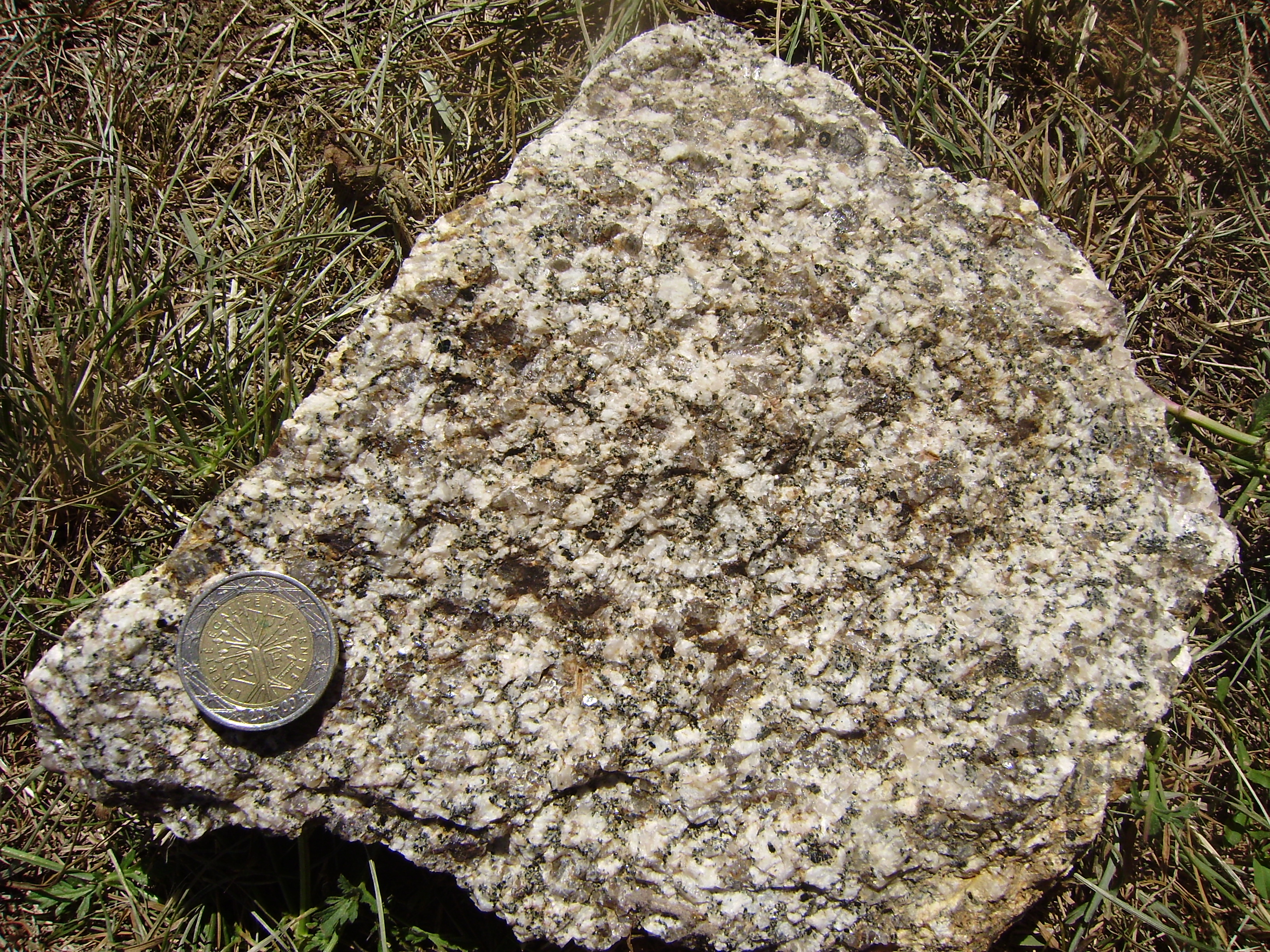
Gewöhnliche grobkörnige Fazies des Piégut-Pluviers-Granodiorits

Die grobkörnige, Biotit führende Fazies (γ3-4 bzw. γ3M auf den geologischen Karten des BRGM) nimmt den größten Teil des Granodioritmassivs in Anspruch. Die Korngröße bewegt sich generell zwischen 2 und 6 Millimeter, wobei die einzelnen Körner etwa gleich groß sind (gleichkörnig, isometrisch). Die Fazies kann stellenweise einen leicht porphyroiden Charakter annehmen, erkennbar an grauen sphärischen Quarzanhäufungen im Zentimeterbereich. Im frischen Zustand besitzt das homogene granodioritische Gestein eine graue bis dunkelbeige Farbe. Es enthält folgende Minerale:
- Quarz – 1 bis 3 Millimeter große, graue, rundliche Körner, manchmal auch pyramidal, auch Zusammenballungen von 1 bis 3 Zentimeter – 26 Volumenprozent
- Orthoklas – allotriomorh bis hypidiomorph, monoklin, perthitische Adern und Filme aufweisend, Karlsbader Zwillinge, von Quarz korrodiert, reich an Einschlüssen, vereinzelte idiomorphe Kristalle im Zentimeterbereich – 17 bis 18 Volumenprozent
- Plagioklas – hypidiomorph bis idiomorph, oft optisch regelmäßig aber wenig repetitiv zoniert, Einschlüsse ebenfalls zonenartig angeordnet, Kern Andesin mit An33-36, Rand Oligoklas mit An25-26, vereinzelte idiomorphe Kristalle im Zentimeterbereich – 42 bis 46 Volumenprozent
- Biotit – 1 bis 3 Millimeter große Blättchen, bronze- bis dunkelkastanienfarben, mit Zirkoneinschlüssen und oft chloritisiert – 10 Volumenprozent

Akzessorien sind Allanit (zoniert), Epidot (selten), Apatit, gelegentlich auch grüne, leicht bläuliche Hornblende, die im Plagioklas eingekapselt ist, Zirkon und Zoisit (feinkörnig). Als ein seltenes Opakmineral fungiert Pyrit. Kleine Zirkone finden sich als Einschlüsse in Biotiten, größere Kristalle jedoch als Einzelkristalle im Gefüge verteilt. Apatit kann bis zu millimetergroße Globen bilden.
Diese Fazies enthält gelegentlich dunkle, feinkörnige, zentimeter- bis dezimetergroße, abgerundete dioritische Einschlüsse, die sich deutlich vom Wirtsgestein abheben. Der Übergang kann entweder sehr scharf sein oder kontinuierlich erfolgen, wobei sich die Eisen-Magnesium-Minerale in unmittelbarer Nähe der Inklusionen im Granodiorit anreichern und somit eine partielle Assimilation der Inklusionen im Granodiorit zu erkennen geben. Die dunklen Einschlüsse kommen auch in den anderen drei Fazies vor und sind insbesondere in der Randfazies und im Mikrogranit recht häufig. Sie sind kreisförmig bis elliptisch, seltener rechteckig bis eckig.
Die isometrischen, weißen Feldspäte zeigen bei genauerem Hinsehen in ihren Längsachsen oft eine diskrete Einregelung (magmatisches Fließgefüge). Die polykristallinen, kreisförmig organisierten Quarzzusammenballungen treten im angwitterten Zustand reliefartig hervor. Im Polarisationsmikroskop zeigt der Quarz häufig undulöses Auslöschen. Die Plagioklase legen sich oft paarweise aneinander oder bilden gar Rosetten aus mehreren Individuen. Die Biotite erscheinen als gedrungene Einzelblättchen, können aber auch zu mehreren aneinandergeklebt sein. Sie legen sich recht regelmäßig in dunkel bis schwarz wirkenden Flecken zwischen Feldspäte und Quarz. Oft zeigt der Biotit Alterationserscheinungen, wirkt wie entfärbt und erscheint hellbraun oder hellgrün (Chloritisierung). Grüne Hornblende tritt nur ausnahmsweise auf und findet sich als residuelle Einschlüsse im Quarz oder im Plagioklas.
Trotz ihrer weiten Verbreitung manifestiert die grobkörnige Fazies nur geringfügige petrologische Abweichungen, was dem Granodioritmassiv ein recht einheitliches Erscheinungsbild verleiht.
Die grobkörnige Granodioritfazies ist quarznormativ (an SiO2 übersättigt) und außerdem korundnormativ, sie besitzt daher peraluminosen Charakter. Sie ist ferner subalkalisch. In der Typologie der Granitoide handelt es sich hierbei um ein kalkalkalisches Gestein des I-Typs, welches zur K-Reihe gehört. Im Vergleich zu durchschnittlichen Granodioriten hat dieser Gesteinstyp einen erhöhten SiO2-Gehalt und nähert sich der Zusammensetzung von monzonitischen Graniten.

#### Grobkörnige porphyroide Fazies
Der Faziestypus der grobkörnigen porphyroiden Fazies (pγ3M) unterscheidet sich mineralogisch und chemisch nur unwesentlich von der grobkörnigen Fazies, er bildet jedoch wesentlich größere Feldspäte aus (Korngröße gewöhnlich zwischen 1 und 4, manchmal sogar bis zu 6 Zentimeter erreichend). Die Korngröße der Grundmassenminerale liegt im Mittel bei 5 Millimeter, ist also auch etwas erhöht gegenüber der Normalfazies. Die Übergänge zur Normalfazies sind fließend. Hauptverbreitungsgebiete sind Lacaujamet bei Piégut (ehemaliger Steinbruch für Fassaden-, Fenster- und Türsteine) und Puybégout bei Augignac.
Phänokristalle sind Orthoklas, der nach dem Karlsbader Gesetz verzwillingt ist, zonierter Oligoklas und Biotit. Der Orthoklas ist perthitisch, entweder mit deutlichen albitischen Adern oder mit einem sehr feinen Film durchsetzt. Als Einschlüsse enthält er verteilten Quarz und Oligoklas sowie kleine Biotitkristalle, die zonenhaft aufgereiht sind. Der Biotit in der Mesostase ist millimetrisch und führt Zirkoneinschlüsse.

#### Feinkörnige Fazies

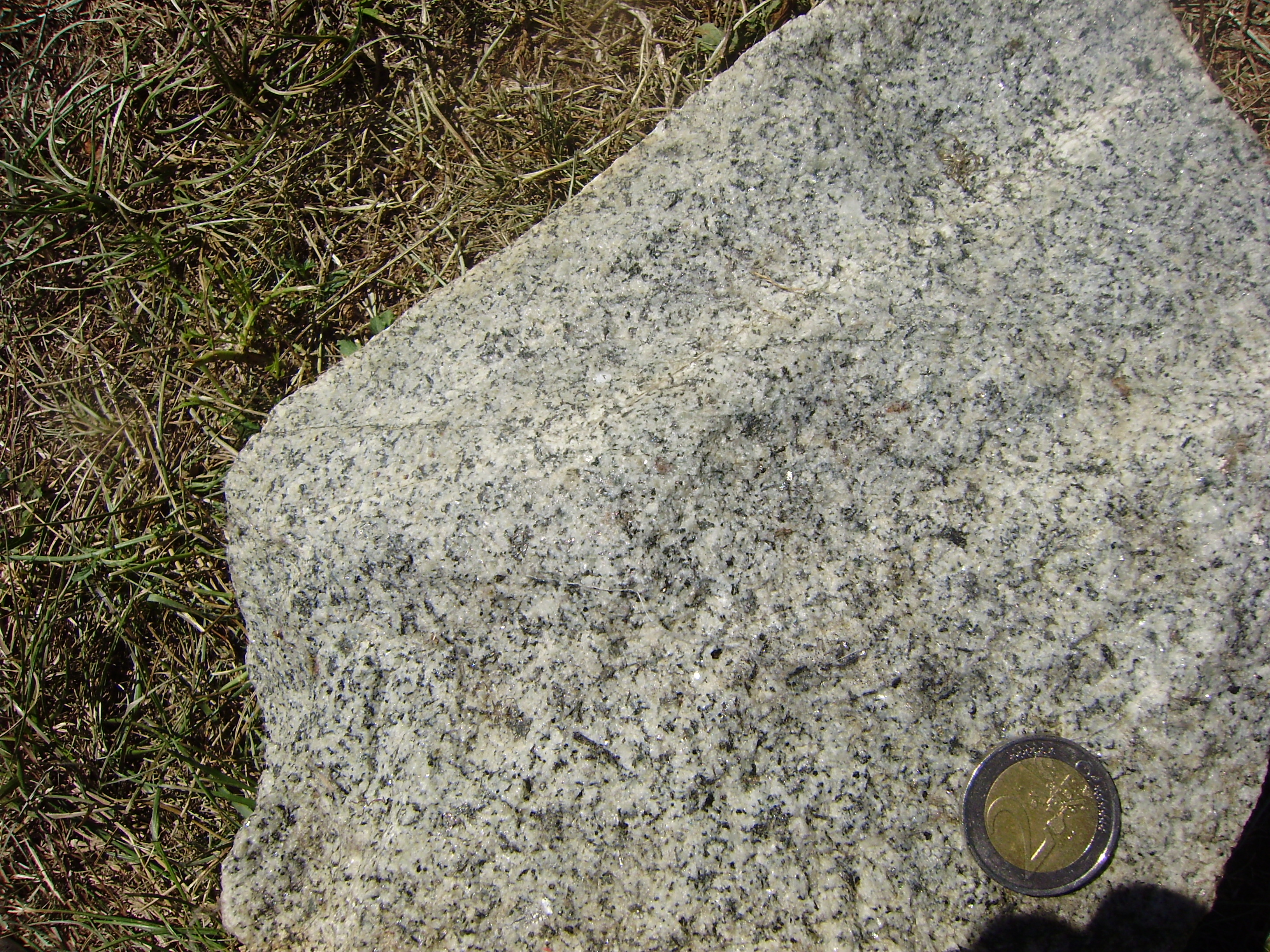
Feinkörnige Fazies des Piégut-Pluviers-Granodiorits

Die feinkörnige Fazies (fγ3-4 bzw. fγ3M) mit aplitischer Tendenz ist hauptsächlich am Südrand des Granodioritmassivs am Bandiat bei Nontron anzutreffen (bei Goulières und Moulin du Bord). Auch hier sind die Übergänge zur Normalfazies fließend – es findet eine allmähliche Verringerung der Korngrößen statt. Mineralogie und chemische Zusammensetzung sind ebenfalls sehr ähnlich, der einzige Unterschied besteht in einem etwas stärkeren Auftreten von Hornblende und einem geringeren Gehalt an Alkalifeldspat. Dieses Gestein ist daher etwas mehr dioritisch. Weitere Vorkommen der feinkörnigen Fazies liegen in einem dünnen Band am Nordost- und Nordwestrand des Massivs sowie in kleineren isolierten Bereichen im Innern (wie beispielsweise um Les Blancs westlich von Piégut). Letztere dürften in relativer Nähe des Dachbereichs entstanden sein.
Hauptunterscheidungsmerkmal zur Normalfazies ist das Fehlen der globulären Quarzzusammenballungen, die feinkörnige Fazies ist aber mit 29 Volumenprozent dennoch etwas reicher an Quarz. Auch der Orthoklas ist mit 19 Volumenprozent minimal reichhaltiger vertreten.
In der feinkörnigen Fazies lassen sich zwei Varietäten auseinanderhalten, die sich primär durch ihre Farbgebung unterscheiden. Die dunkle Varietät ist grau gefärbt und von homogener Natur. Ihre Korngröße bewegt sich zwischen 0,5 und 2,0 Millimeter. Die kleinen, fein verteilten Biotite lassen eine leichte Einregelung erkennen. Die mineralogische Zusammensetzung der dunklen Varietät ist analog zur Hauptfazies mit Quarz, Orthoklas, zoniertem Plagioklas und Biotit als Hauptkomponenten sowie Zirkon und Apatit als Akzessorien. Gut aufgeschlossen ist diese Varietät im aufgelassenen Steinbruch südöstlich von Les Blancs. Die helle Varietät ist wesentlich heterogener mit Korngrößen im Millimeterbereich. Sie zeigt kleine dunkle, globuläre Flecken von mehreren Millimetern sowie Biotitzüge im Zentimeterbereich. Hauptunterscheidungsmerkmal zur dunklen Varietät ist der Plagioklas, der nicht zoniert vorliegt. Ferner treten kleine Muskovitblättchen auf. Bemerkenswert ist vor allem das Erscheinen von globulärem Cordierit, der entweder zu Pinit abgewandelt ist oder zu einem sich überkreuzenden Gemenge aus Quarz und Muskovit – zu beobachten bei Villefeix nördlich von Piégut.

#### Feinkörnige, hornblendeführende Fazies

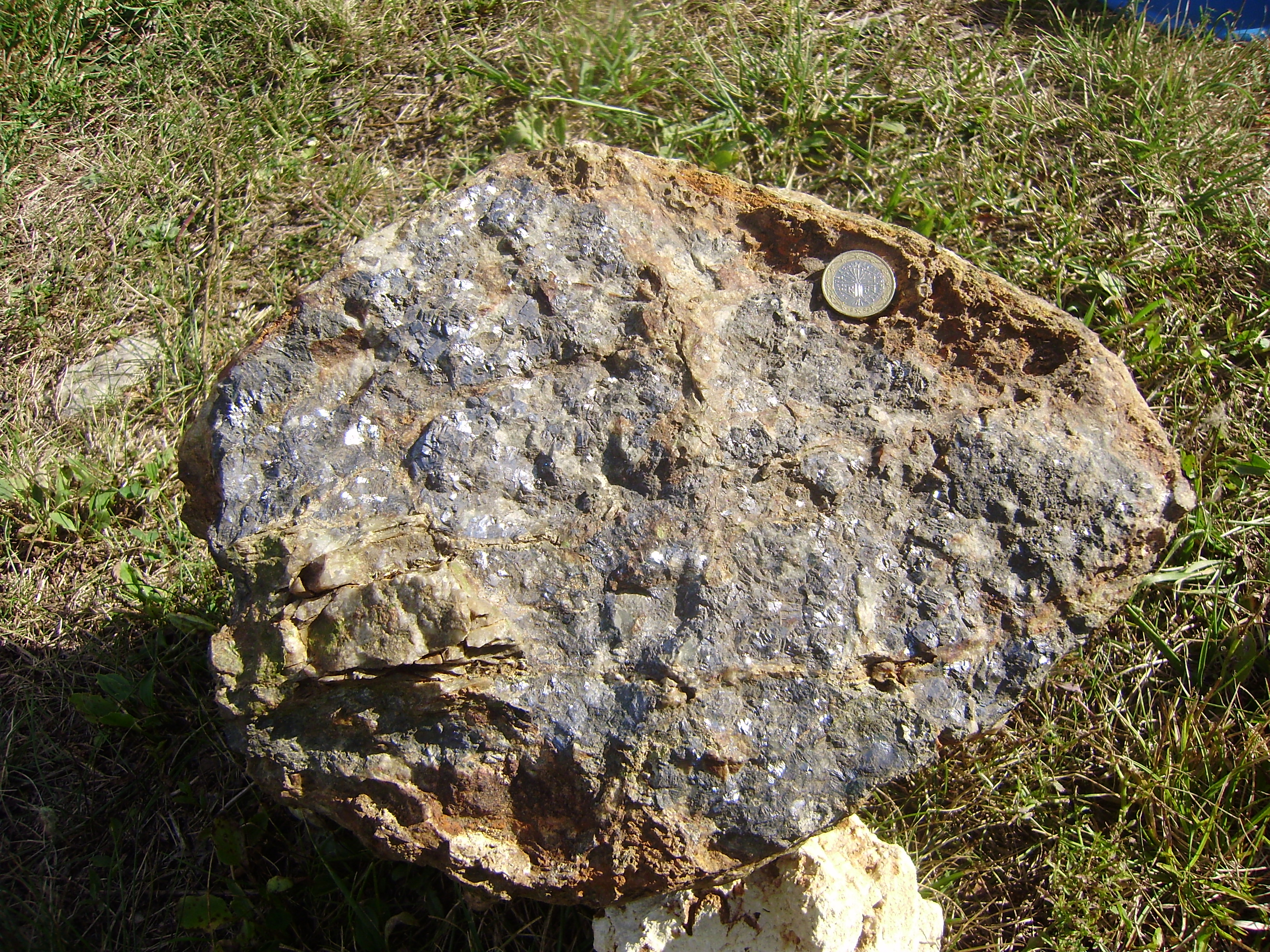
Massiver Bleiglanz aus einem Quarzgang in der feinkörnigen, hornblendeführenden Fazies. Mine du Cantonnier, südöstlich von Nontron

Bei der feinkörnigen, biotit- und hornblendeführenden Fazies (fγ4) handelt es sich um ein fein- bis mittelkörniges Gestein von dunkler Färbung, das kaum mehr Alkalifeldspat enthält (weniger als 10 Volumenprozent), dafür aber recht reich an grüner Hornblende ist. Es besitzt einen wesentlich geringeren SiO2-Gehalt und nähert sich in seiner Zusammensetzung dioritischen Gesteinen. Das Gefüge kann eine leichte Einregelung aufweisen. Die Minerale sind in etwa gleichkörnig und bewegen sich im Millimeterbereich. Feldspäte und Hornblende sind meist idiomorph ausgebildet. Der allotriomorphe, millimeter-große Quarz besitzt oft undulöse Auslöschung. Der recht häufige Oligoklas ist gewöhnlich zoniert. Die frisch wirkenden Biotitblättchen sind braun. Akzessorisch treten Apatit und Zirkon hinzu. Geochemisch handelt es sich bei dieser Fazies um einen eindeutigen Quarzdiorit, der sich aber dennoch mineralogisch und gefügekundlich deutlich von den Quarzdioriten der Limousin-Tonalitlinie unterscheidet.
Diese Fazies steht entlang der linken Bandiatseite zwischen Bord und Les Loges an und wurde früher im Tabataud-Steinbruch im Bandiattal südlich von Nontron als Baustein und als Schotter abgebaut. Mit ihr sind Südost-Nordwest-streichende Erzgänge (μγ) assoziiert, in denen nach Blei, Silber und Zink geschürft wurde. Der Abbau wurde jedoch schon 1939 eingestellt. Der Cantonnier-Gang ist für seltene und sehr seltene Mineralien bekannt geworden. Neben Baryt, Bleiglanz, Calcit, Chalcedon, Dolomit, Markasit, Pyrit und Sphalerit finden sich beispielsweise Anglesit, Cerussit, Dundasit, Embreyit, Hisingerit, Krokoit, Leadhillit, Mimetesit, Ozokerit, Pyromorphit, gediegenes Silber, Vauquelinit und Wulfenit. Auch im Tabataud-Steinbruch fand sich einst sehr schön geformter Bleiglanz.
In unmittelbarer Nähe des Cantonnier-Gangs erscheint die feinkörnige hornblendeführende Fazies sogar als massiver, lagig ausgebildeter Hornblendit mit Zentimeter-großen Hornblende-Kristallen.

#### Geochemie
Die folgenden chemischen Zusammensetzungen mit den entsprechenden CIPW-Normen sind Mittelwerte aus 14 Analysen für die grobkörnige Fazies, 2 Analysen für die Porphyrfazies, 3 Analysen für die feinkörnige Fazies und 3 Analysen für die feinkörnige hornblendeführende Fazies:
| Oxid Gew. % | Normalfazies | Porphyrfazies | Feinkörnige Fazies | Feink. Hbl-Fazies | CIPW-Norm Prozent | Normalfazies | Porphyrfazies | Feinkörnige Fazies | Feink. Hbl-Fazies |
| ----------- | ------------ | ------------- | ------------------ | ----------------- | ----------------- | ------------ | ------------- | ------------------ | ----------------- |
| SiO2        | 70,49        | 69,98         | 71,83              | 64,43             | Q                 | 28,78        | 25,84         | 31,04              | 21,55             |
| TiO2        | 0,44         | 0,42          | 0,30               | 0,61              | Or                | 22,45        | 24,34         | 24,58              | 16,54             |
| Al2O3       | 14,69        | 15,42         | 14,95              | 15,90             | Ab                | 29,77        | 31,55         | 29,94              | 27,91             |
| Fe2O3       | 0,93         | 0,51          | 0,43               | 0,82              | An                | 9,69         | 9,31          | 5,44               | 17,08             |
| FeO         | 1,38         | 1,65          | 1,48               | 3,42              | C                 | 1,23         | 1,41          | 2,62               | 1,17              |
| MnO         | 0,06         | 0,04          | 0,04               | 0,08              | Hy                | 4,56         | 4,91          | 3,66               | 10,33             |
| MgO         | 1,18         | 1,21          | 0,74               | 2,49              | Mt                | 1,68         | 0,78          | 0,69               | 1,54              |
| CaO         | 2,02         | 1,89          | 1,32               | 3,60              | Il                | 0,83         | 0,82          | 0,56               | 1,15              |
| Na2O        | 3,52         | 3,73          | 3,54               | 3,30              | Ap                | 0,11         | 0,02          | 0,39               | 0,27              |
| K2O         | 3,80         | 4,12          | 4,16               | 2,80              |                   |              |               |                    |                   |
| P2O5        | 0,05         | 0,01          | 0,17               | 0,12              |                   |              |               |                    |                   |
| H2O−        | 0,08         | 0,12          |                    | 0,09              |                   |              |               |                    |                   |
| H2O+        | 0,90         | 0,86          | 0,87               | 1,78              |                   |              |               |                    |                   |
| Mg#         | 0,59         | 0,56          | 0,47               | 0,55              |                   |              |               |                    |                   |
| A'/F        | 0,34         | 0,31          | 0,62               | 0,12              |                   |              |               |                    |                   |
| Al/K+Na     | 1,48         | 1,46          | 1,45               | 1,88              |                   |              |               |                    |                   |
| Al/K+Na+Ca  | 1,08         | 1,10          | 1,17               | 1,05              |                   |              |               |                    |                   |

Die Magnesiumzahlen Mg# bewegen sich zwischen 0,55 und 0,59, sie sind etwas erhöht gegenüber einem durchschnittlichen Granodiorit. Eine Ausnahme bildet die sehr anomale feinkörnige Randfazies mit einem sehr niedrigen Wert von 0,47. Die Aluminosität streut ziemlich stark mit Tendenz zur Peraluminosität. Typusmäßig lässt sich der Piégut-Pluviers-Granodiorit nicht eindeutig festlegen, er ist ein Grenzfall eines intrusiven I-Typus. Auch hier zeigt die feinkörnige Randfazies starke Abweichungen hin zu einem S-Typus, der offensichtlich von den metasedimentären Paragneisen kontaminiert wurde.

### Mikrogranitmassiv

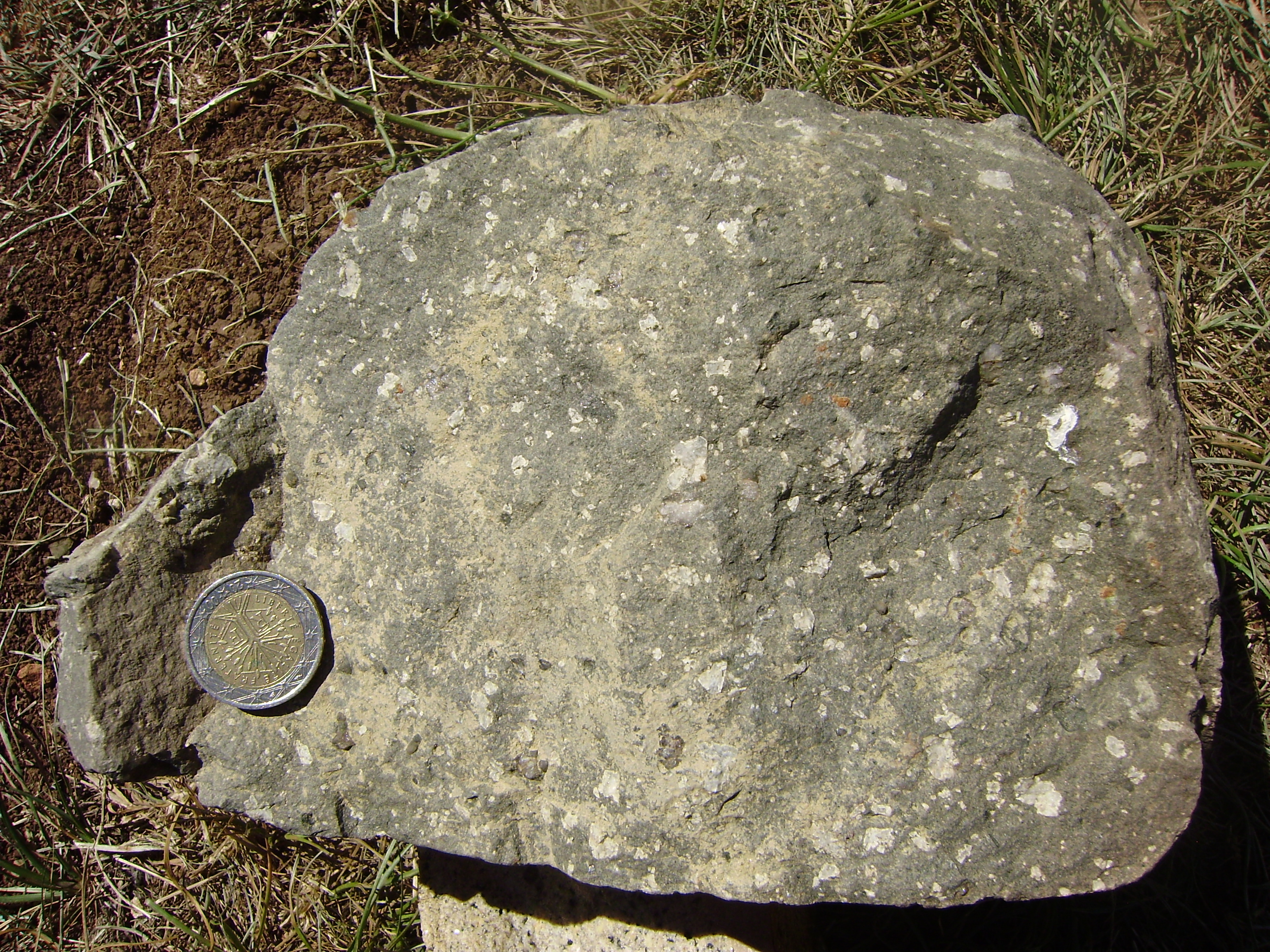
Hellgrauer porphyrischer Mikrogranit des nördlichen satellitären Mikrogranitmassivs

Das satellitäre Mikrogranitmassiv (μγ3M) im Norden des Granodioritmassivs wird nur durch ein sehr dünnes, hektometrisches Paragneisseptum im Tal des Trieux abgetrennt. Genetisch dürfte es aber in unmittelbarem Zusammenhang mit dem Hauptmassiv stehen. Es handelt sich hierbei um einen Porphyr mit mikroskopisch feiner Grundmasse, der wahrscheinlich in Gestalt eines Lakkolithen Platz nahm. Das Gestein ähnelt in mineralogischem Aufbau und chemischer Zusammensetzung sehr stark der feinkörnigen, hornblendeführenden Fazies des Hauptmassivs.
Es können zwei Fazies unterschieden werden, eine Fazies mit hellgrauer Grundmasse und eine Randfazies mit sehr dunkler Grundmasse. Generell können die Phänokristalle bis zu 12 Millimeter erreichen und bestehen aus Quarz, Plagioklas und Biotit. Der Quarz ist entweder als 2 bis 4 Millimeter große, isolierte, hypidiomorphe Einzelkristalle ausgebildet oder erscheint als bis 12 Millimeter große polykristalline Cluster. Der 4 bis 8 Millimeter große, hypidiomorphe Plagioklas ist ein gedrungener, zonierter Oligoklas bzw. Andesin. Die braunroten, isolierten Biotitblättchen werden meist nur einige Zehntel Millimeter groß, erreichen aber ausnahmsweise 1 bis 2 Millimeter. Sie bilden gelegentliche Anhäufungen von drei bis vier Individuen. Der Alkalifeldspat findet sich in der Grundmasse und kann als Besonderheit die Ausbildung von Myrmekit aufweisen. Neben den üblichen Akzessorien Chlorit (aus Biotit hervorgegangen), Epidot und Zirkon tritt auch Titanit auf.
Die hellere Fazies führt in ihrer Mesostasis grauen, nahezu kreisrund angeordneten Quarz, weißliche, hypidiomorphe Feldspattafeln und schwarze Biotitblättchen. Sie stellt den Zentralteil des Mikrogranitmassivs.
Die dunkelgraue Randfazies enthält als Besonderheit hypidimorphe, kleine, grüne, verzwillingte Hornblende. Ihre Mesostasis ist voluminöser und feiner als in der helleren Fazies. Aus dieser treten die helleren Phänokristalle – ansonst analog in Spezies, Habitus und Größenordnung zur helleren Fazies – gut in Vorschein.
Porphyrische Mikrogranite des helleren Typus treten auch im Hauptmassiv auf, wo sie auf die kleineren Vorkommen im Kilometerbereich bei Saint-Barthélemy-de-Bussière und südlich von Marval beschränkt bleiben. Sie zeigen hier intrusiven Charakter.

### Ganggesteine

#### Mikrogranitische Aplite

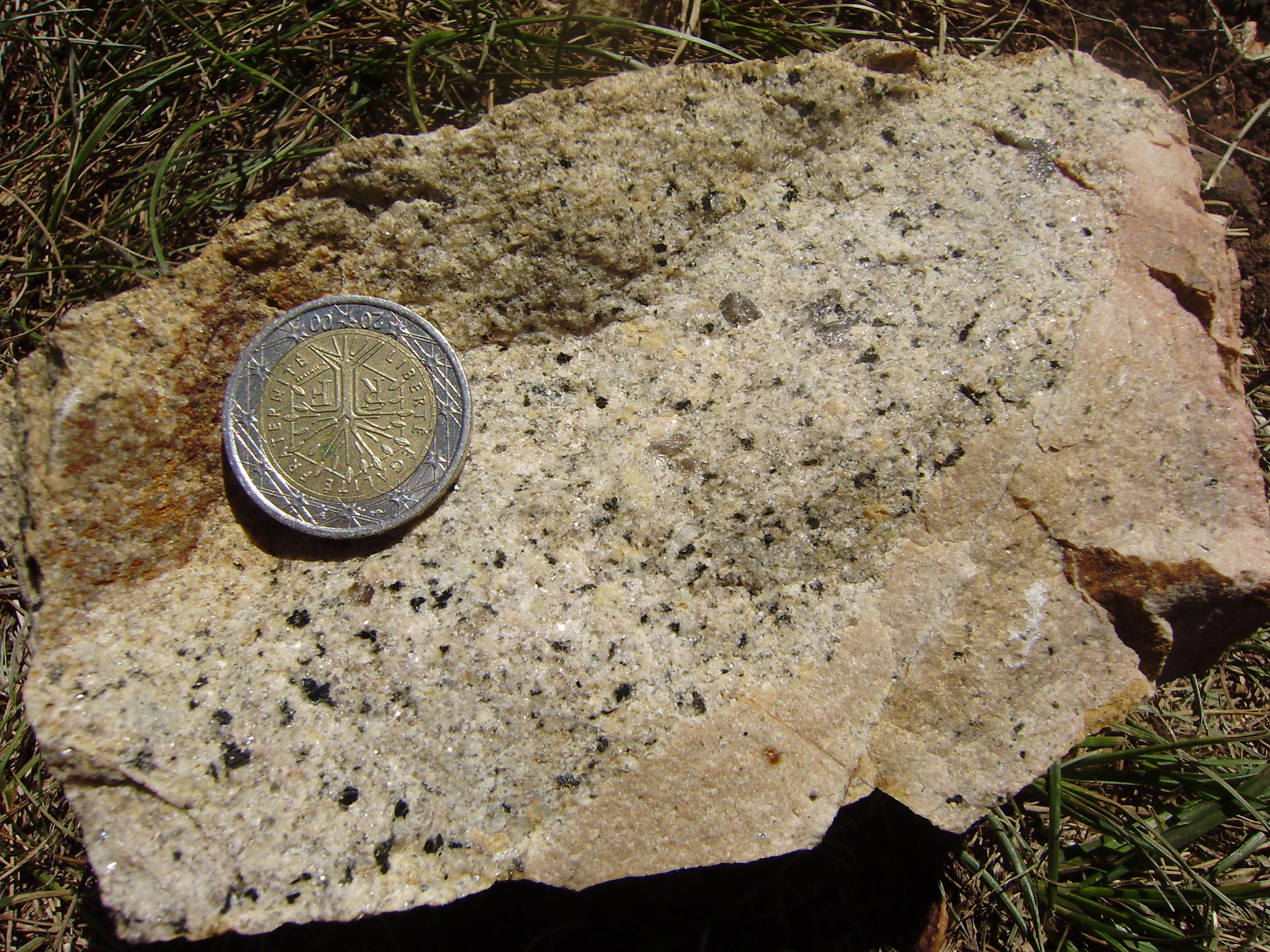
Heller intrusiver Mikrogranit des Hauptmassivs mit rosafarbenem Aplit unten rechts

Das Granodioritmassiv wird von zahlreichen grauen, grauroten, oft rosafarbenen, kalkalkalischen, mikrogranitischen Aplitgängen (μγ bzw. μγ3M) durchsetzt. Die Gänge können bis zu mehrere Kilometer lang und bis zu 1 Meter, manchmal sogar bis 10 Meter mächtig werden und stehen meist mehr oder weniger senkrecht. Die Gänge sind großteils Nord-Süd orientiert mit einem typisch gekreuzten Gangnetz bestehend aus den Richtungen N 010 bis N 020 und N 160 bis N 170. Vorkommen der mikrogranitischen Aplitgänge finden sich über das gesamte Granodioritmassiv verteilt, sie häufen sich jedoch um Augignac im Zentrum des Massivs.
Als Phänokristalle erscheinen Quarz, Feldspäte und Biotit; sie besitzen meist nur kleine Korngrößen, können aber bei den hypidiomorphen, rechteckigen, oft vollständig serizitisierten Feldspäten (siehe Dünnschliffe) 10 Millimeter erreichen. Die Phänokristalle sind relativ häufig, können aber praktisch gänzlich fehlen. Die hypidiomorphen Quarz-Phänokristalle sind grau und bilden zerbrochene Globen von 1 bis 5 Millimeter Durchmesser. Sie zeigen Korrosionseinbuchtungen. Kleinere Quarze können in abgerundeter Tropfengestalt erscheinen. Der idiomorphe, manchmal zu Nestern zusammengeballte Plagioklas ist zoniert mit Andesin im Kern und Oligoklas am Rand. Auch bei den Aplitgängen sitzt der Alkalifeldspat (Orthoklas) in der reichhaltigen, feinkörnigen Grundmasse (Mesostasis), die ansonst dieselben Minerale wie bei den Phänokristallen enthält. Der Biotit bildet kleine dunkle, hexagonale Blättchen, die nicht größer als 1 bis 2 Millimeter werden. Sie sind entweder fein verteilt oder nestartig zusammengeballt. Der Biotit liegt oft chloritisiert vor, was auf eine Umwandlung unter retrograden Bedingungen schließen lässt.
Assoziiert mit den rosafarbenen Apliten ist eine grobkörnigere, teils miarolitische Rotfazies (aγ3M), die in zwei größeren Körpern bei Ballerand (Gemeinde Marval) und bei Fargeas (Gemeinde Abjat-sur-Bandiat) auftritt. Sie enthält gelegentliche Einschlüsse von Quarzdiorit und Monzogabbro. Ihre heterogranulare feinkörnige Grundmasse enthält interstitiellen oder auch granularen Quarz, hypidomorphen, diskret perthitischen Orthoklas, hypidiomorphen Oligoklas und verstreuten Biotit. Die Grundmasse umgibt grobkörnigere (3 bis 5 Millimeter Korngröße), diffuse Bereiche derselben Mineralogie sowie große gespaltene Quarze und Orthoklas-Phänokristalle. Mikropegmatite können hier ebenfalls gut entwickelt sein und als Geoden in den grobkörnigen Partien auftreten.
Die Rotfärbung der Aplitgänge und der Rotfazies ist auf eine intensive Hämatitisierung der Plagioklase zurückzuführen. Die Gesteine waren folglich einer Fe-Metasomatose ausgesetzt (siehe Dünnschliff im Anhang).
Ein dünner, rötlicher, Nord-streichender Aplitgang nordöstlich von La Bardinie bei Nontron zeigt neben Schriftgranitgefüge auch undulös auslöschenden Alkalifeldspat, Rekristallisation des Alkalifeldspats und fortgeschrittene Serizitisierung der Feldspäte. Das Schriftgranitgefüge ist neben klassischem Formenschatz sehr ungewöhnlich ausgebildet und ähnelt nahezu Myrmekit in seiner wurmartigen Ausprägung. Es handelt sich aber eindeutig um Schriftgranit, da der Quarz sich in Alkalifeldspat entmischt hat, und nicht in Plagioklas, wie dies bei Myrmekit der Fall ist. Das undulöse Auslöschen und beginnende Subkornbildung gibt tektonische Beanspruchung zu erkennen.

#### Pegmatite

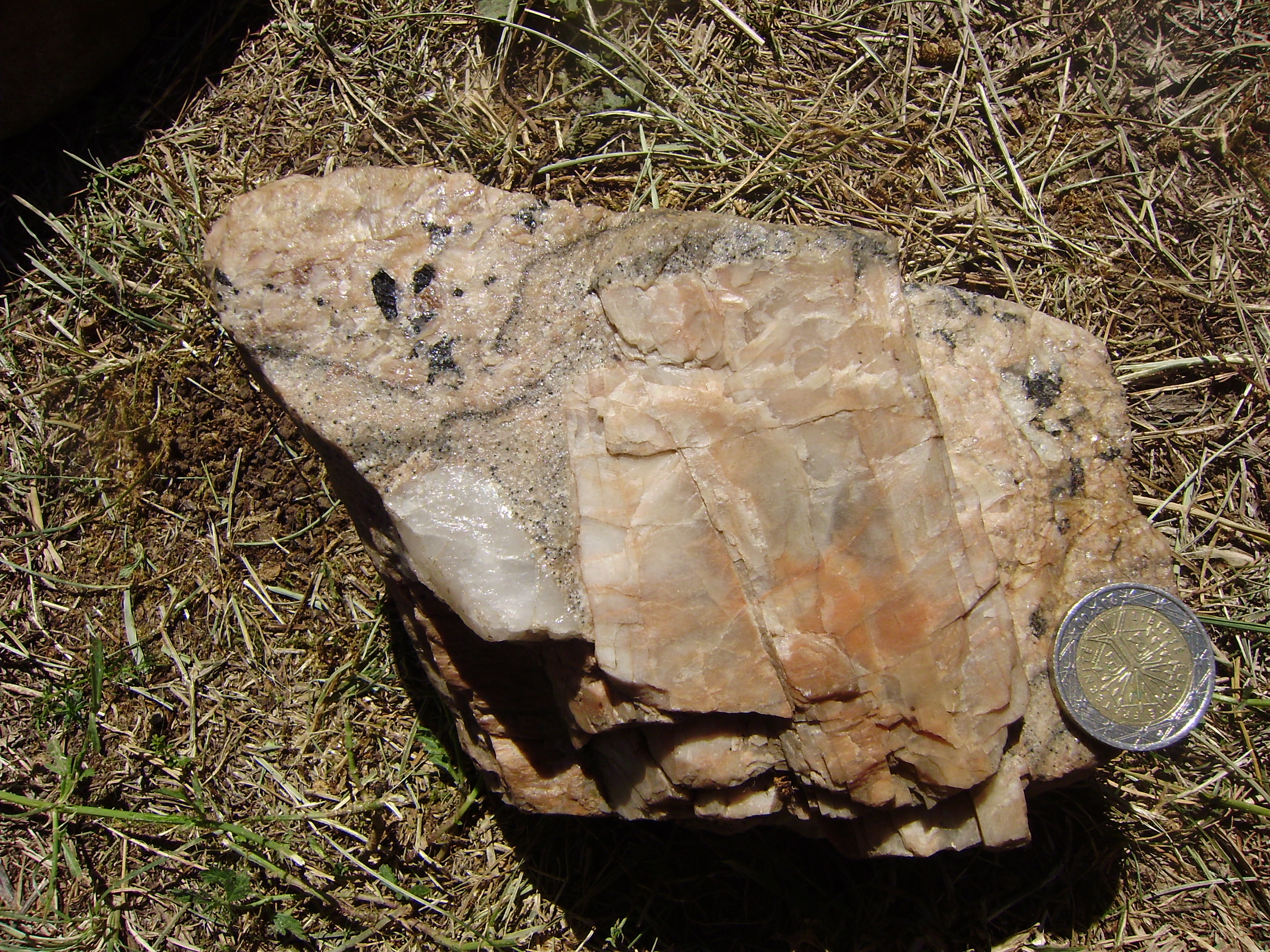
Pegmatit mit großem Quarz, perthitischem Alkalifeldspat und mafischem Reaktionssaum

Auch Pegmatite treten gelegentlich auf, meist in Form von Gängen, selten auch als Drusen mit schönem Rauchquarz in den gebildeten Hohlräumen.

#### Lamprophyr

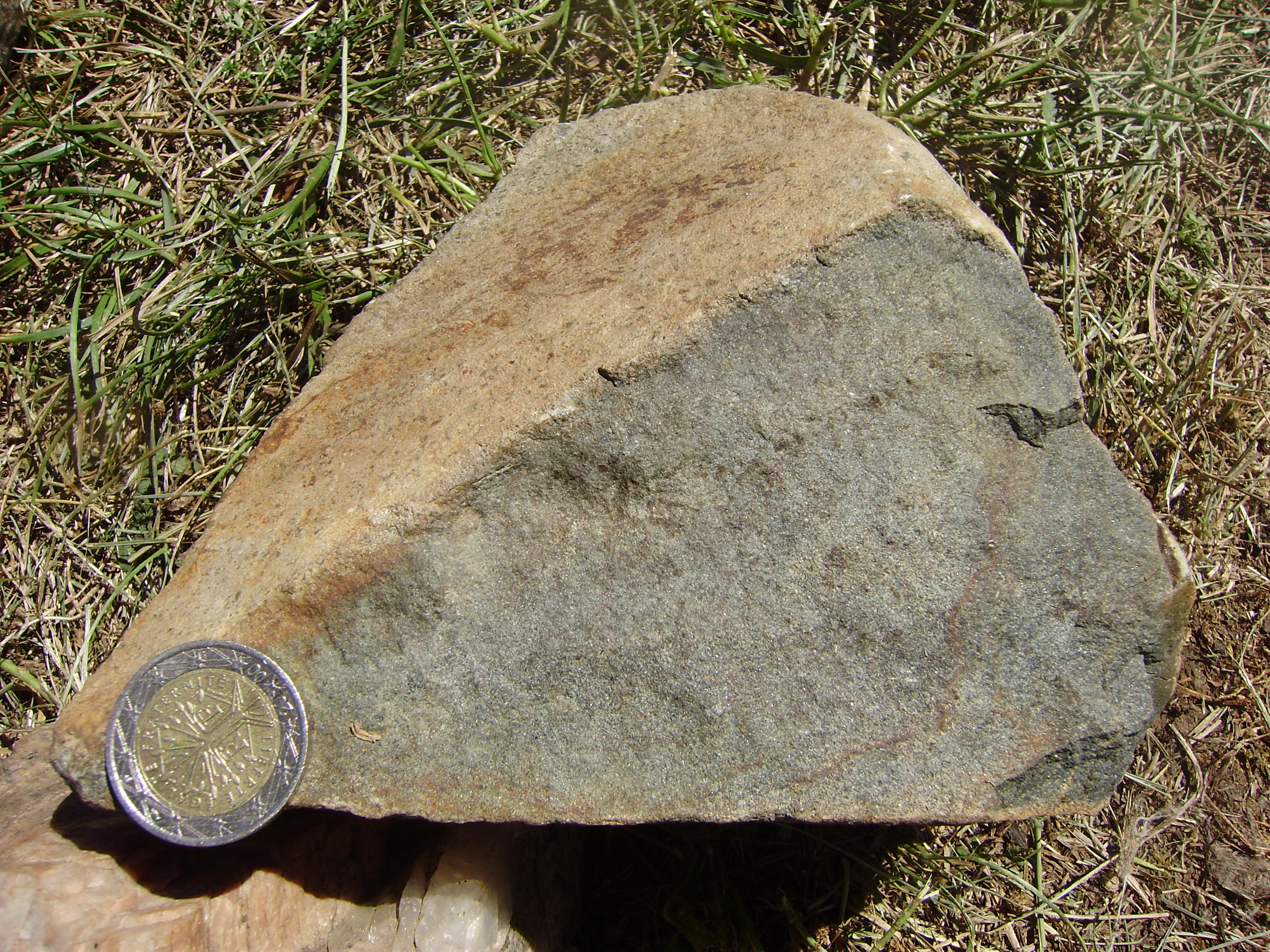
Lamprophyr aus dem Piégut-Pluviers-Granodiorit, Steinbruch von Piégut

Lamprophyrgänge (μη1-2 bzw. ν) sind in den metamorphen Nachbargesteinen des Granodioritmassivs keine Seltenheit, im Granodiorit selbst sind sie jedoch äußerst selten und wurden bisher nur im alten Steinbruch von Piégut vorgefunden, sowie an der Grenze zum Saint-Mathieu-Leukogranit bei Chatenet (Gemeinde Abjat-sur-Bandiat). Die Lamprophyre sind im frisch angeschlagenen Zustand dunkelgrau-grünliche, feinkörnige, sehr dichte, kompakte, homogene Gesteine, die beigefarben verwittern. Ihr sehr feines Gefüge ist gleichkörnig, entweder porphyrisch oder sogar aphanitisch. Phänokristalle sind recht selten und geben weißliche Feldspäte und millimetrische Quarzgloben zu erkennen. Die Feldspäte können paarweise oder zu Rosetten angeordnet auftreten. Die Plagioklase sind recht mafisch und streng zoniert. Es handelt sich um Andesine mit anorthitischem Kern. Gelegentlich lassen sich auch hypidiomorphe, abgerundete Quarz-Phänokristalle auffinden.
Im angewitterten Zustand tritt das feinkörnige Gefüge deutlicher zum Vorschein, durchsetzt mit kleinen weißen Feldspatleisten, die nur ein paar Zehntelmillimeter groß werden. Das Gefüge der Mesostasis ist doleritisch und wird von sich überkreuzenden Feldspäten dominiert. Letztere erscheinen entweder als gedrungene oder aber als längliche Leisten. In der Mesostasis finden sich ferner idiomorphe, dunkelbraune Hornblendelatten, die sich deutlich vom Feldspatskelett abheben, und seltenere, schlecht geformte Biotitblättchen. Der Hornblendegehalt kann sehr variabel sein. Zwischen den Feldspatleisten befindet sich manchmal auch noch hypidiomorpher, interstitieller Quarz.
Unter sämtlichen Faziestypen haben die Lamprophyre den niedrigsten SiO2-Gehalt und nähern sich stark dem dioritischen Pol (Quarzführende Mikrodiorite, Verwandtschaft zu Tonaliten). Es dürfte sich bei ihnen um Minetten handeln, analog zu den Minetten im Saint-Sylvestre-Leukogranit (Blatt Ambazac).

#### Quarzgänge
Im Hauptmassiv sind auch einige Quarzgänge (Q) zu beobachten. Es handelt sich hierbei um vollständig verkieselte, teils linsenförmige Ansammlungen, die steil stehenden Bruchzonen im Granodiorit folgen. Die Gänge sind in der Regel nur sehr dünn, können aber Dezimeter- bis Meterstärke erreichen. Beispiele finden sich bei den Weilern Lascaux und Poirier nordwestlich von Piégut. Die Quarzgänge folgen hier einem N 020 streichenden Bruchsystem. In der Regel sind die Quarzgänge nicht vererzt, eine Ausnahme bildet jedoch der Cantonnier-Gang in der feinkörnigen, hornblendeführenden Fazies südöstlich von Nontron, der wie weiter oben beschrieben eine reichhaltige und durchaus seltene Blei-Vererzung zeigt.

#### Geochemie
| Oxid Gew. % | Mikrogranit | Aplitfazies | Lamprophyr | CIPW-Norm Prozent | Mikrogranit | Aplit | Lamprophyr |
| ----------- | ----------- | ----------- | ---------- | ----------------- | ----------- | ----- | ---------- |
| SiO2        | 63,70       | 72,00       | 60,00      | Q                 | 18,30       | 32,92 | 14,45      |
| TiO2        | 0,56        | 0,28        | 0,79       | Or                | 15,98       | 27,71 | 13,30      |
| Al2O3       | 15,74       | 14,20       | 15,10      | Ab                | 28,83       | 27,06 | 21,51      |
| Fe2O3       | 1,04        | 0,45        | 0,90       | An                | 20,25       | 4,39  | 28,84      |
| FeO         | 3,60        | 1,30        | 4,63       | Di                | 0,14        |       | 0,45       |
| MnO         | 0,08        | 0,04        | 0,10       | Hy                | 13,29       | 3,60  | 16,95      |
| MgO         | 3,55        | 0,88        | 5,04       | Mt                | 1,87        | 0,84  | 2,52       |
| CaO         | 4,21        | 0,90        | 4,25       | Il                | 1,07        | 0,55  | 1,56       |
| Na2O        | 3,36        | 3,20        | 3,44       | Ap                | 0,26        | 0,28  | 0,42       |
| K2O         | 2,67        | 4,60        | 2,17       | C                 |             | 2,65  |            |
| P2O5        | 0,12        | 0,12        | 0,17       |                   |             |       |            |
| H2O−        | 0,05        | 0,08        | 0,16       |                   |             |       |            |
| H2O+        | 0,87        | 1,10        | 1,85       |                   |             |       |            |
| Mg#         | 0,63        | 0,54        | 0,65       |                   |             |       |            |
| A'/F        | 0,02        | 0,63        | −0,01      |                   |             |       |            |
| Al/K+Na     | 1,87        | 1,39        | 1,89       |                   |             |       |            |
| Al/K+Na+Ca  | 0,98        | 1,19        | 0,96       |                   |             |       |            |

Die Aplitfazies ist eindeutig peraluminos und vom S-Typus, sie besitzt starke Ähnlichkeiten zur feinkörnigen Randfazies. Mikrogranit und Lamprophyr sind untereinander sehr ähnlich und eindeutig vom I-Typus; sie sind hypaluminos bis normal aluminos und stellen offensichtlich einen eigenständigen Magmentyp bzw. Magmenabsonderung dar.

## Tektonik

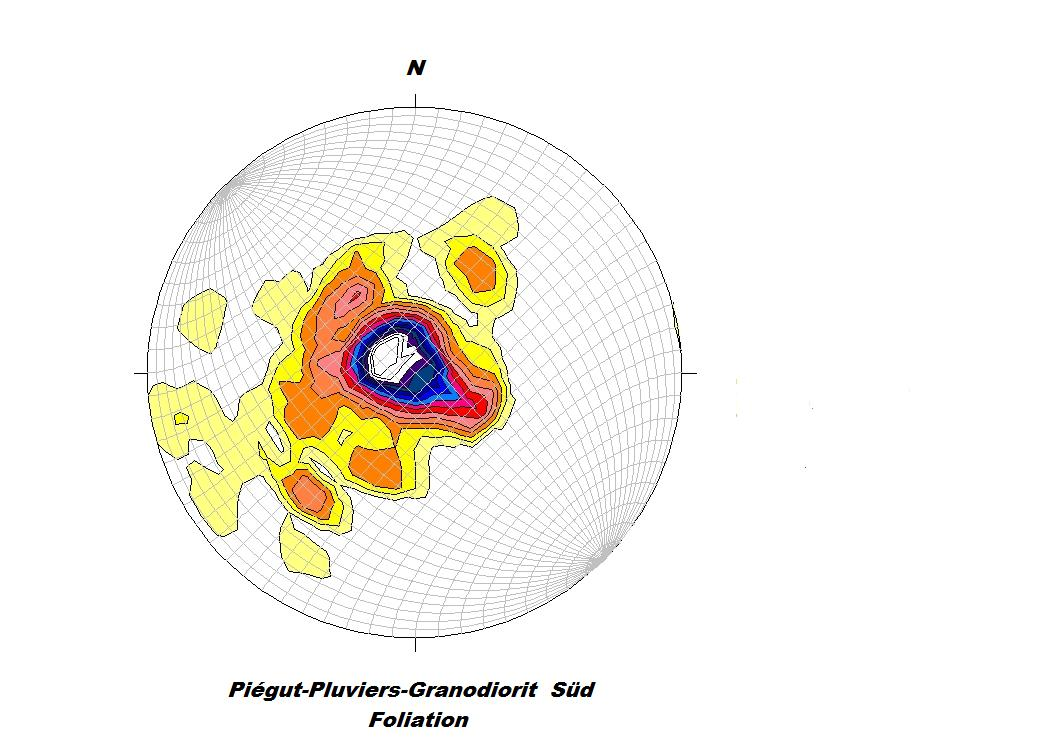
Foliation, Südteil des Massivs. Daten dargestellt im Stereonetz.

Die bedeutendste tektonische Tatsache ist eine allgegenwärtige Foliation im Granodioritmassiv. Diese ist meist schon mit nacktem Auge zu erkennen, insbesondere an oberflächlich angewitterten Partien. Dies bedeutet, dass das Massiv im Verlauf der variszischen Orogenese zusammen mit seinen Nachbargesteinen kinematisch weiter verformt wurde. Die gegenüberstehende stereographische Abbildung offenbart eine eindeutige räumliche Organisation im Granodiorit. Deutlich tritt ein überkreuzendes Muster aus der Nordost-Südwest- und der Südost-Nordwestrichtung in Erscheinung – bezeichnend für diesen Abschnitt im Massif Central. Das Muster lässt sich folgendermaßen interpretieren:
- eine relativ flache, nahezu symmetrische Wellenstruktur in Südost-Nordwestrichtung, deren Einfallswinkel 30 Grad nicht übersteigen – mit einer Wellenlänge im Deka- und Hektometerbereich. Geländebeobachtungen lassen Scherbänder vom C'-Typus (Abschiebungkrenulation) erkennen.
- eine asymmetrische Wellenstruktur in Nordost-Südwestrichtung, deren Nordostseiten teilweise sehr steil aufgerichtet sein können. Scherbänder vom C-Typus.

Das heißt, dass das Granodioritmassiv in eine überregionale Scher- oder Riedelzone eingebettet war mit generellem Materialabtransport unter Ausdehnung (Abfließen) nach Südost mit gleichzeitig unter Kompression erfolgendem Materialtransport nach Südwest.
Möglicherweise sind diese beiden sich überkreuzenden bzw. überlagernden Strukturierungen auch als zeitlich getrennt voneinander aufzufassen und zwei unterschiedlichen Deformationsphasen zuzuordnen. In diesem Fall kämen die Deformationsereignisse D 1 und D 2 in Betracht. D 1 ist durch eine Hangend-nach-Südwest gerichtete duktile Scherung charakterisiert, D 2 hingegen durch eine Hangend-nach-Nordwest gerichtete duktile Scherung. Wird der Granodiorit aber als Guéret-Granit angesehen, so gilt es allein die Deformationsphase D 3 heranzuziehen, in welcher der Zentralbereich des Zentralmassivs unter Südost gerichteter Dehnung und Transtension stand, wohingegen die Außenbereiche eine Nordost-Südwest-gerichtete Einengung erfuhren. Das Problem mit den beiden Deformationsphasen D 1 und D 2 ist ihr hohes Alter (375 bzw. 350 Millionen Jahre), wohingegen D 3 (350 bis 325 Millionen Jahre) in etwa mit den bisher ermittelten Altern übereinstimmt.
Mit der allmählichen Abkühlung des variszischen Grundgebirges ging auch die duktile Deformation zu Ende. Angesammelte Spannungen wurden später im Granodioritmassiv in Form von spröden Verwerfungen, Brüchen und Kluftscharen abgebaut. Die hierbei bevorzugten Richtungen sind Nord, Nordnordost, Nordost, Ostsüdost, Südost und Südsüdost. Diese Bruchzonen bilden oft auch die Begrenzung des Massivs gegenüber den Nachbargesteinen. Sie sind daher sehr alt angelegte Schwächezonen, denen der Granodiorit bei seiner Platznahme teilweise folgte.
In die spätorogenen Bruchzonen drangen Aplite, Pegmatite und zu guter Letzt Lamprophyre ein. Hydrothermale Lösungen bildeten gegen Ende des Karbons Quarzgänge, zum Teil auch vererzt mit einer Blei-Zink-Silber- und einer sehr seltenen Arsen-Molybdän-Mineralisation.

## Kontaktmetamorphose
Der Granodiorit hat im Biotit- und Sillimanit-führenden Savignac-de-Nontron-Paragneis stellenweise eine schwache Kontaktmetamorphose unter Neubildung von Biotit, Muskovit, Cordierit und Andalusit bewirkt – was seine primär intrusiv-magmatische Natur betont.

## Alter

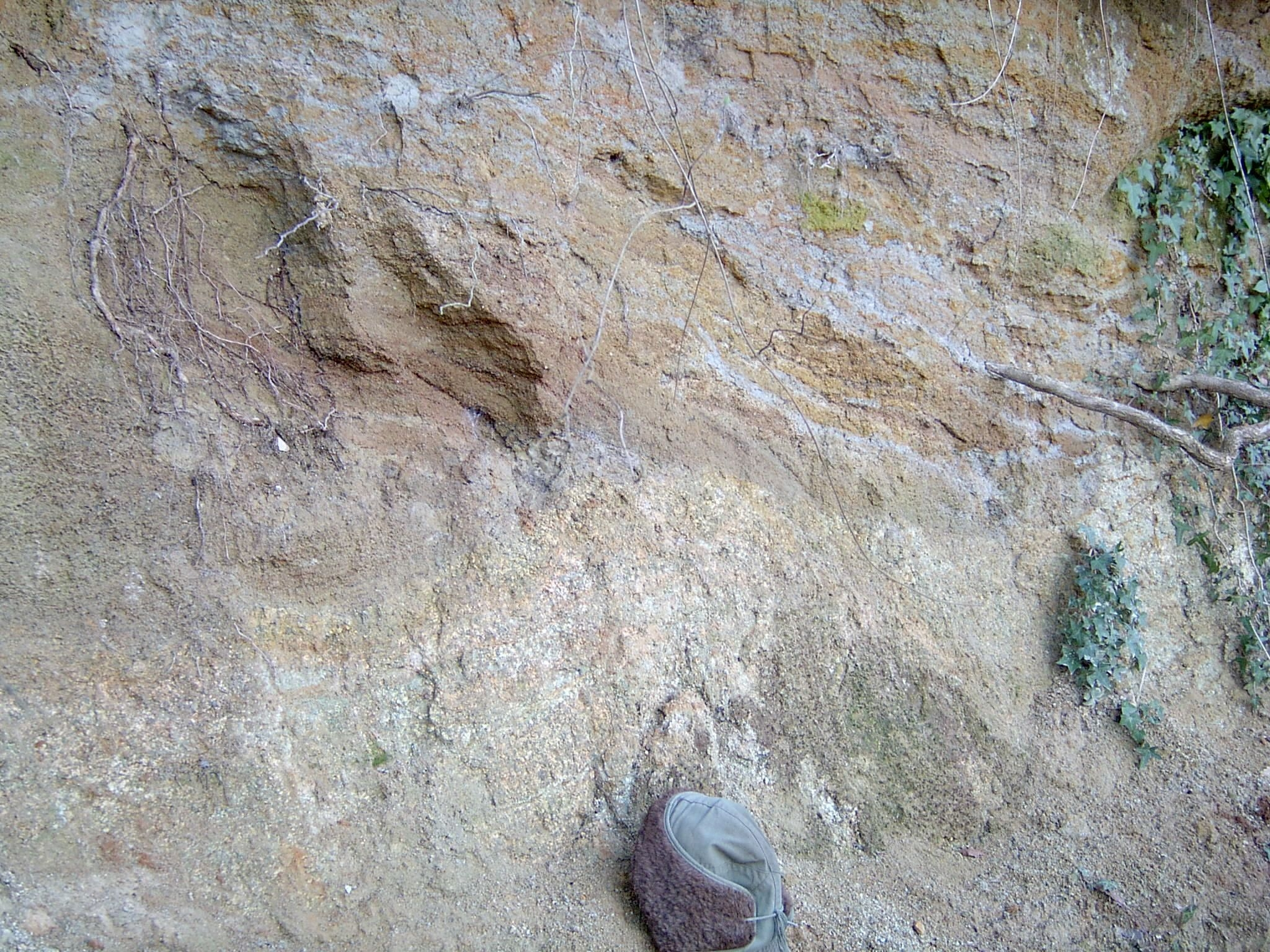
Transgression liassischer Arkosen über den erodierten Piégut-Pluviers-Granodiorit bei La Côte, Nontron

Anhand von Geländebeobachtungen lässt sich die altersmäßige Stellung der beiden Granitoide nicht entscheiden. Radiometrische Messungen scheinen für ein höheres Alter des Piégut-Pluviers-Granodiorits zu plädieren, bei dem Werte von 325 + 14 und 315 ± 14 Millionen Jahre vorliegen. Der Saint-Mathieu-Leukogranit wurde mit 315 ± 17 und 304 ± 17 Millionen Jahren datiert. Die hohe Standardabweichung bei diesen Rb-Sr-Werten mahnt aber zu Vorsicht. Messwerte mit der verlässlicheren U-Pb-Methode fehlen bislang. Die rein petrologische Typologie des Piégut-Pluviers-Granodiorits deutet ebenfalls auf sein höheres Alter.

## Sedimentäre Bedeckung
Das Granodioritmassiv wird von Sedimenten des Hettangiums transgrediert – zu sehen bei La Côte (Gemeinde Nontron). Ein relativ dünnes hettangisches Transgressionskonglomerat in direktem Kontakt mit dem Granodiorit ist bei La Chapoulie (ebenfalls Gemeinde Nontron) zu beobachten. Die jetzt noch festzustellende maximale Transgressionsweite beträgt in etwa 3,5 Kilometer (bei Étouars), dürfte aber ursprünglich wesentlich weiter gewesen sein.
Neben transgressiv auflagerndem Unterjura wird das Massiv stellenweise von pleistozänen kolluvialen Lockersedimenten verhüllt (Formationen AC bzw. HC, C und ACF). Dieses umgelagerte Kolluvium ist größtenteils aus tertiären Flusssedimenten hervorgegangen (Formation HF – kontinentales Tertiär des Typus Brenne oder Charentais), deren Alter nicht genau bekannt ist und zwischen Eozän und Pliozän angesiedelt wird. Sedimentologisch handelt es sich hier um Kiese, deren Gerölle in einer meist braun gefärbten, sandig-tonigen Matrix eingebettet sind. Die Gerölle bestehen mehrheitlich aus eckig-abgerundeten Quarzkieseln, die im Granodiorit und dessen Nachbargesteinen enthaltenen Quarzgängen und Quarzdrusen entstammen. Die Matrix kann das Spektrum von reinen Sanden über tonigen Sanden bis hin zu reinen Tonen abdecken. Bunte, oft rote Einfärbungen geben pedogenetische Ereignisse zu erkennen.

## Alterationserscheinungen und Verwitterung

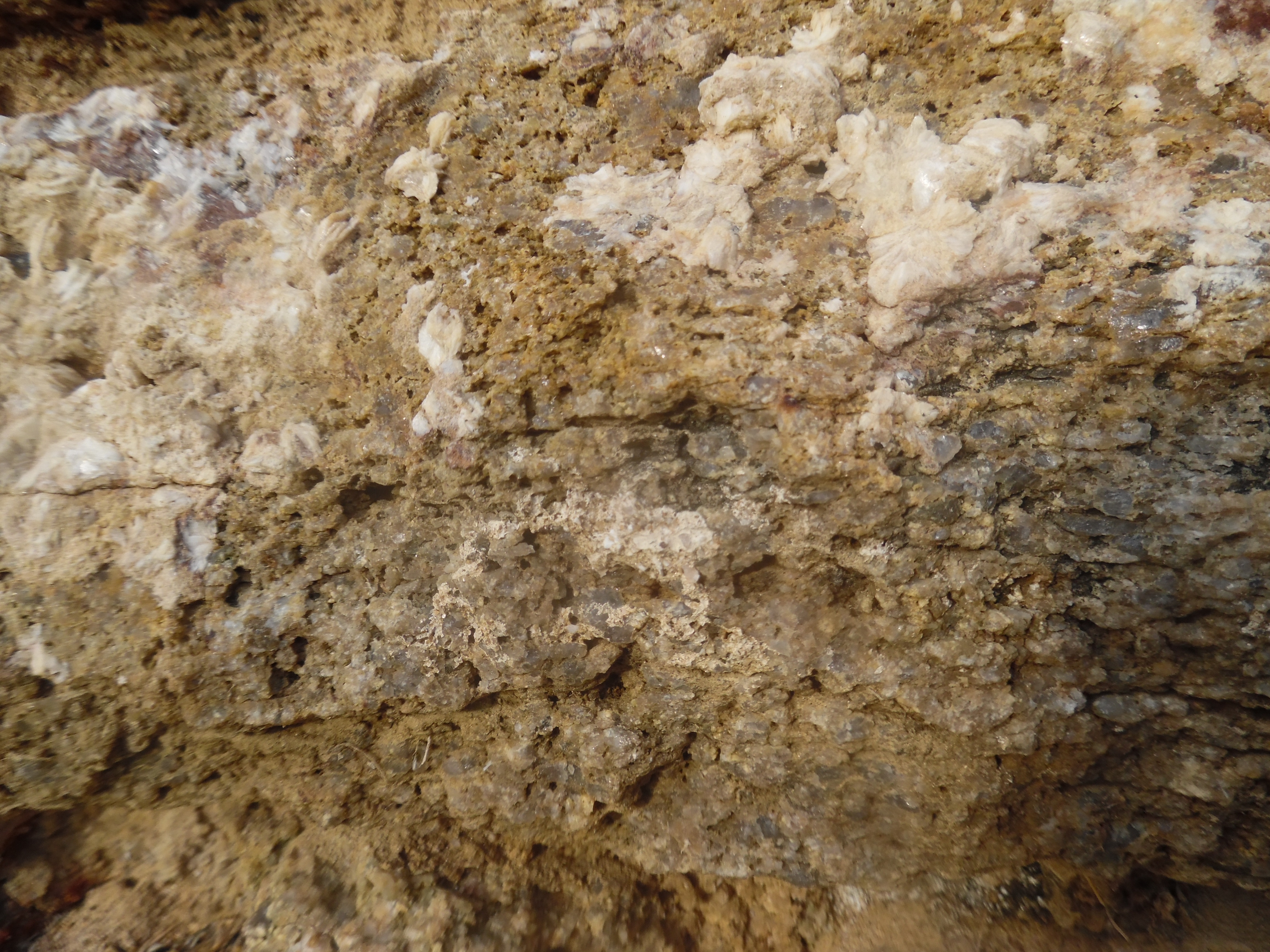
Episyenit von Nontron mit weißen Barytrosetten auf der Kluftfläche

In Nontron kann stellenweise, insbesondere entlang von Klüften, eine beginnende Episyenitbildung beobachtet werden. Hierdurch entsteht hydrothermal-metasomatisch eine grob poröse Textur im Granodiorit, welche auf eine Herauslösung (Auslaugung) des Quarzes zurückzuführen ist und dadurch Gefügemerkmale wie beispielsweise Foliation hervorhebt.
Der Granodiorit kann an der Oberfläche – insbesondere auf der Pultscholle – sehr stark verwittert vorliegen und stellenweise meterdicke arenisierte Taschen im Gelände ausbilden, aus denen abgerundete Felsformationen hervorragen. Die in situ erfolgende Vergrusung nimmt oft beträchtliche Ausmaße an und hebt dann die im unverwitterten Gestein so gut wie nicht zu erkennende Foliation hervor. Oft lassen sich auch mehrere Kubikmeter große, feste Gesteinsrundkörper beobachten, die isoliert in einem mehrere Meter dicken, beigen, hellbraunen bis ockerfarbenen Grusmantel schwimmen, (siehe Wollsackverwitterung). Im gegen die Oberfläche braunrote Farbtöne annehmenden Grusmantel lassen sich neben weißlichen, aus den Feldspäten hervorgegangene Flecken, auch graue Ansammlungen aus Quarz erkennen. Dies verdeutlicht sehr schön die Bildungsweise von Blockmeeren, wie beispielsweise am Roc Branlant das Chapelet du Diable bei Saint-Estèphe.
Die holozäne Bodenbildung geht gewöhnlich nicht über 50 Zentimeter hinaus, meist liegt sie darunter. Die Böden sind von schlechter Qualität und tragen meist nur Heidevegetation, die von Wiesen und Wäldern (meist Kastanien- bzw. Kastanien-Eichenwälder) unterbrochen wird.

## Wirtschaftlicher Nutzen

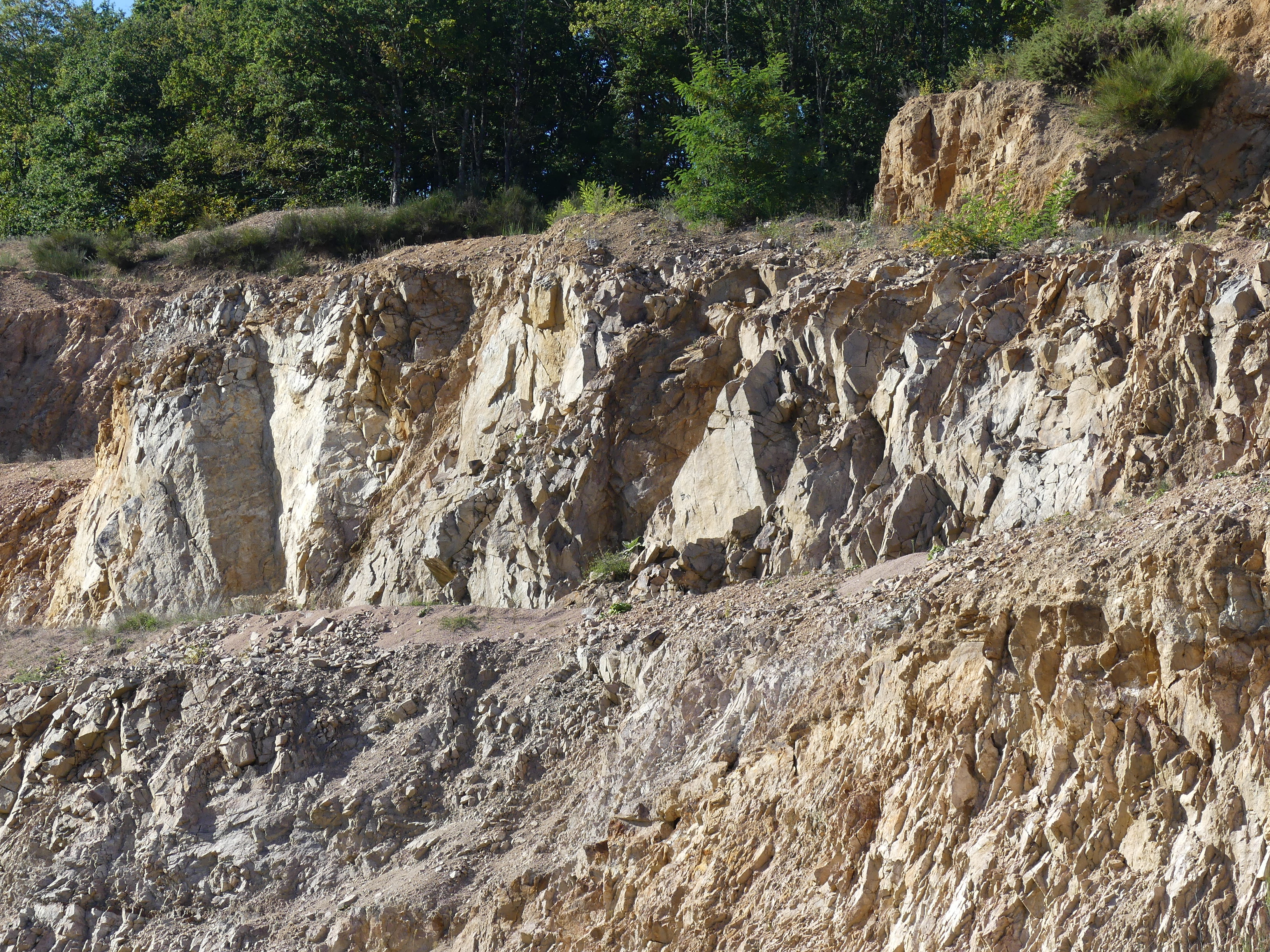
Der Steinbruch bei Abjat-sur-Bandiat in der Rotfazies

Der Granodiorit fand einst wirtschaftlich eine recht vielseitige Verwendung. Bedingt durch seine Vererzung entlang der Randstörung des Massiv Central wurden am Cantonnier-Gang und in dessen Umgebung die Metalle Blei, Zink und untergeordnet Silber abgebaut. Ansonst wurde er als Werkstein eingesetzt oder zu Bruchstein, Kies und Schotter für das Baugewerbe oder den Straßenbau weiter verarbeitet. Heute besteht nur noch ein einziger, in Betrieb befindlicher Steinbruch bei Abjat-sur-Bandiat, in dem die seltene und dekorative Rotfazies nach wie vor abgebaut wird. Alle anderen Steinbrüche, wie beispielsweise der Tabataud-Steinbruch in Nontron, der Steinbruch in Piégut oder der Steinbruch in Lacaujamet, der vormals große Werksteine lieferte, sind mittlerweile stillgelegt. Zu sehen sind noch zahlreiche ehemalige Schurfe, die für den örtlichen Wegebau angefahren wurden.

## Das Granodioritmassiv als Endlager
Im Zusammenhang mit der Suche nach einem geeigneten Endlager für die radioaktiven Abfälle aus den französischen Kernkraftwerken hatte die ANDRA Ende der neunziger Jahre mehrere Granitmassive ins Auge gefasst, darunter auch den Piégut-Pluviers-Granodiorit.
Dieses Projekt stieß aber anschließend bei der örtlichen Bevölkerung auf großen Widerstand (mehrere Großdemonstrationen, unter anderem in Piégut-Pluviers), so dass vom Standort Piégut schließlich abgerückt wurde. Neben weiteren Forschungen in Granitoiden (z. B. im unter Jurasedimenten verborgenen Massiv von Civray-Charroux, Département Vienne) im Seuil du Poitou setzt die ANDRA jetzt offensichtlich schwerpunktmäßig auf das Endlager in Bure im Département Meuse (Tonsedimente).

## Abschließende Betrachtung

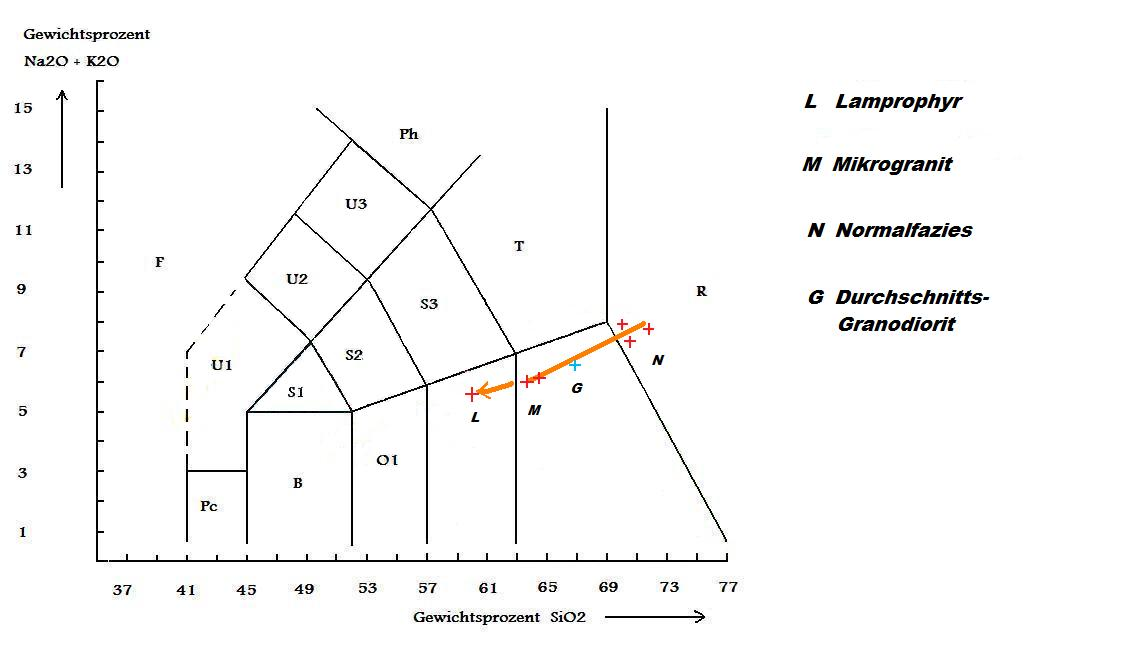
Die verschiedenen Fazies des Granodioritmassivs im TAS-Diagramm. Blaues Kreuz: Durchschnittsgranodiorit

Gemäß seinem Modalbestand, d. h. der Einordnung nach den hauptsächlichen Mineralien im QAPF-Diagramm, wird das Gestein des Massivs gerade noch als Granodiorit angesprochen, befindet sich aber in unmittelbarer Nachbarschaft des Granitfeldes. Chemisch betrachtet ist es aber bereits ein Granit, genauer ein Adamellit, wie im Diagramm von Debon und Le Fort (1983) gut zu erkennen ist; im TAS-Diagramm beispielsweise fällt es ins Rhyolithfeld R.
Rein oberflächlich erscheint das Granodioritmassiv als recht homogen. Aber bei näherem Hinsehen lassen sich zahlreiche Fazies unterscheiden. Chemische Analysen verweisen auf die Existenz wesentlich SiO2-ärmerer Gesteinstypen (Feinkörnige hornblendeführende Randfazies, Mikrogranitfortsatz, Lamprophyr und dunkle Einschlüsse). Die deutliche Abgrenzung der Mikrodiorit- und der Lamprophyrfazies von den restlichen Gesteinsfazies in den Gesteinsparametern lässt die Anwesenheit bzw. Hybridisierung zweier Magmentypen vermuten. Laut J.-L. Duthou (1977) handelte es sich hierbei um ein tiefsitzendes mafisches Magma, das im Verlauf seiner Platznahme das partielle Aufschmelzen der intrudierten Krustengesteine (Paragneise) bewirkte und hierauf seinerseits in dem neu entstandenen felsischen Magma assimiliert wurde.
In Ermangelung von seismischen Profilen und Tiefbohrungen können über die räumliche Tiefenstruktur des Granodioritmassivs nur Vermutungen angestellt werden. Sollte jedoch die Analogie zum Guéret-Granit zutreffen, dann könnte es sich auch beim Piégut-Pluviers-Granodiorit um eine relativ dünne, lakkolithische Plattenstruktur von nur einigen Kilometern Mächtigkeit handeln, welche nach Ostsüdosten bis Südosten, möglicherweise als Channel flow, ausgepresst wurde – und nicht um einen klassischen tropfenartigen Diapir. Sehr wahrscheinlich haben wir es mit einer riesigen Scherlinse in S-C-Strukturierung zu tun – mit einem sehr dünnen Schwanzende im Norden und einem sich verdickenden Stirnbereich in Richtung Südrand.
Neben rein magmatischen Strukturen wie Schlieren, Inklusionen und Einregelung der Feldspäte (viskoses Fließgefüge) sind jedoch auch eindeutig tektonische Strukturen im Granodioritmassiv zu erkennen: Foliation, Scherzonen mit S-C-Gefüge und Abscherungskrenulation bzw. ECC-Gefüge (engl. extensional crenulation cleavage oder abgekürzt ecc). Am Südrand des Massivs lassen sich auch mylonitisierte Gesteine finden. Tektonisch bedingt sind ferner mikroskopische Strukturen wie z. B. undulöses Auslöschen, Subkornbildung und Rekristallisation – Strukturen, die als Reaktion auf angesammelte Spannungen im Gesteinsverband entstehen.
Das gelegentliche Auftreten von Myrmekit (in der nördlichen Apophyse), die Hämatitisierung der Plagioklase und die Turmalinisierung der Aplitfazies (Bildung von Greisen) sind Hinweise auf metasomatische Vorgänge unterhalb der Liquidustemperatur. Das Entstehen von Episyeniten erfolgte hydrothermal-metasomatisch. Die Chloritisierung des Biotits verweist auf eine retrograde, grünschieferfazielle Überprägung des Granodioritmassivs. Diese Retromorphose ist in weiten Teilen des Massif Central anzutreffen. Die mancherorts sehr tief greifende Verwitterung schließlich bewirkte eine Herauspräparierung der Foliation.
Das Granodioritmassiv ist somit aus einem komplexen Zusammenspiel primär magmatisch-anatektischer, metasomatischer und letztendlich tektonischer Prozesse entstanden. Die nahezu 300 Millionen Jahre währenden Verwitterungsprozesse seit dem Ende der variszischen Orogenese taten ihr Übriges.
Neben einer zeitgemäßen radiometrischen Altersuntersuchung harrt das Granodioritmassiv einer detaillierten geochemischen Untersuchung, insbesondere an Spurenelementen und an Isotopenverhältnissen (Bleiisotopen, Nd/Sr und andere).

## Photogalerie

### Aufschlüsse und Handstücke

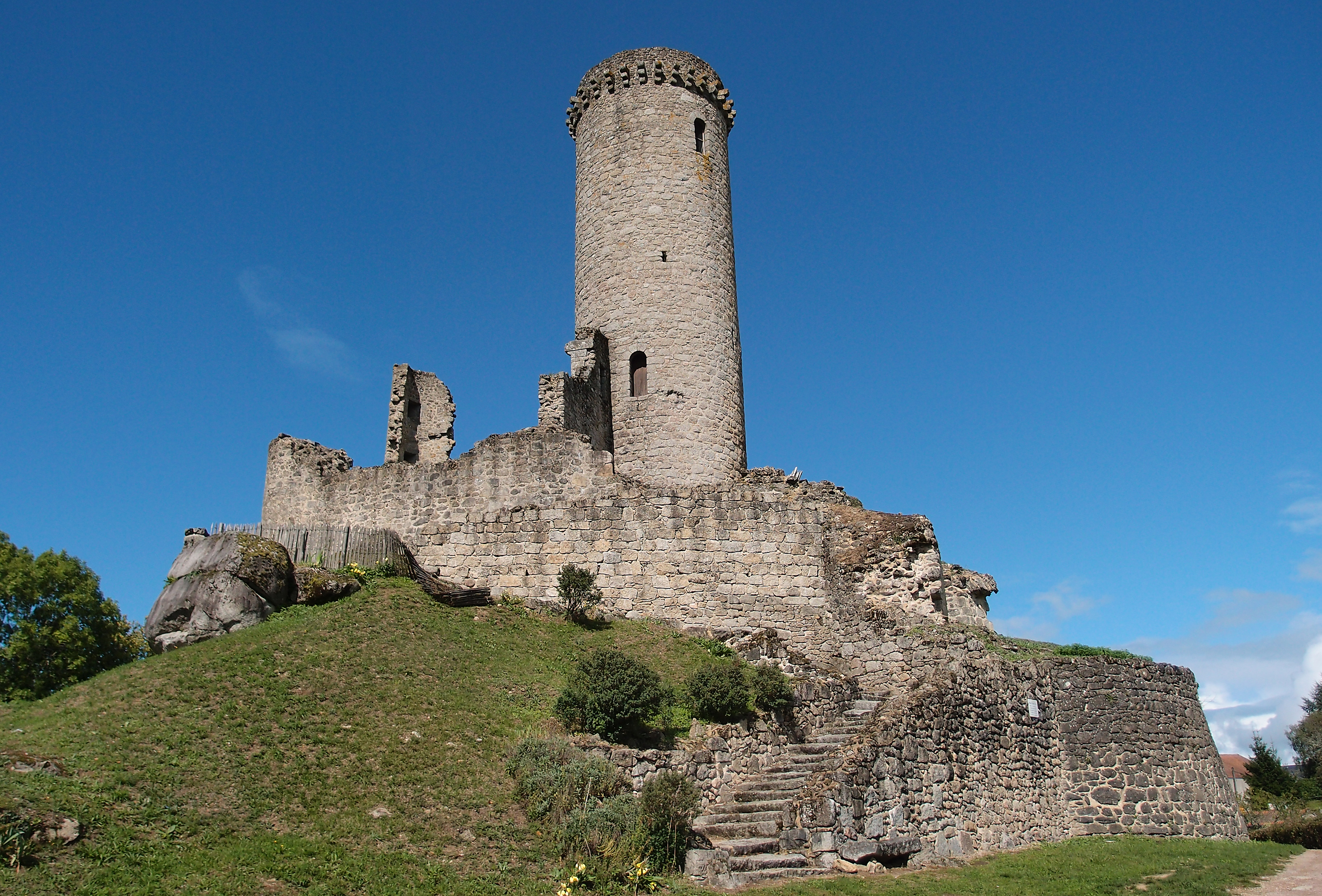
Typlokalität am Tour de Piégut in Piégut, der aus der grobkörnigen Fazies errichtet wurde
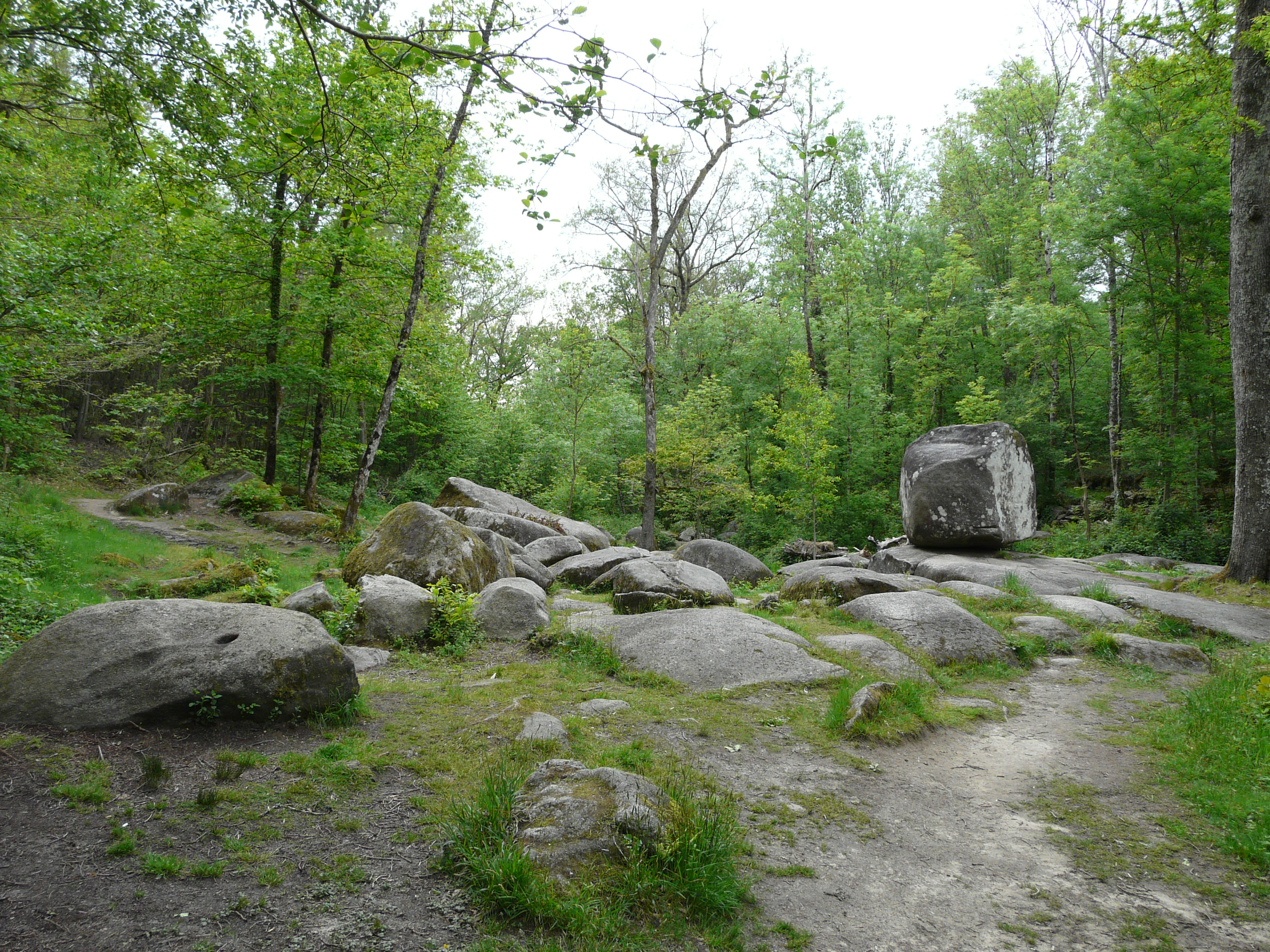
Das Felsenmeer um den Roc Branlant in Saint-Estèphe besteht aus der grobkörnigen Fazies
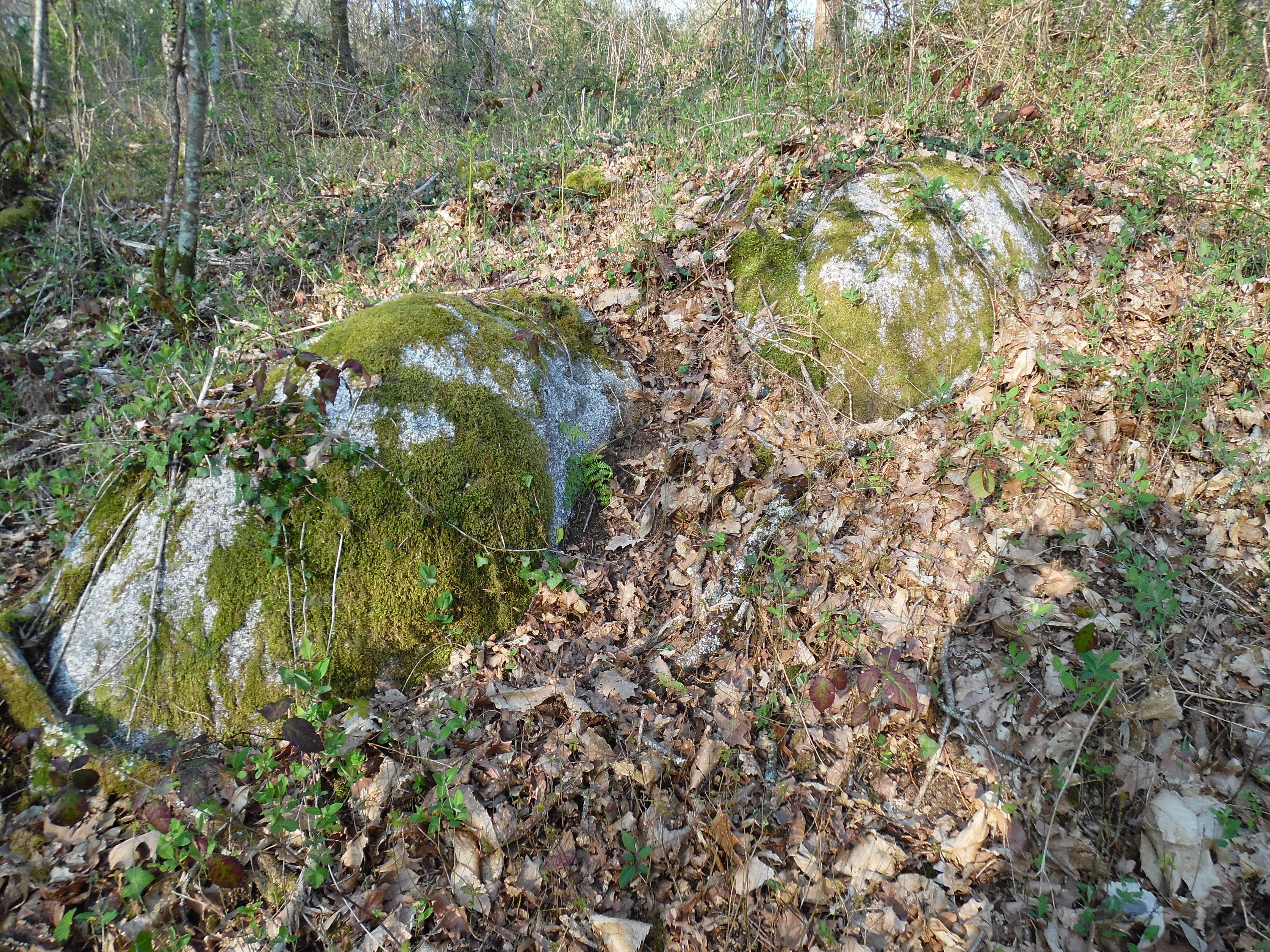
Typischer Geländeaufschluss der grobkörnigen Fazies in den Wäldern Nontrons (bei La Bardinie)
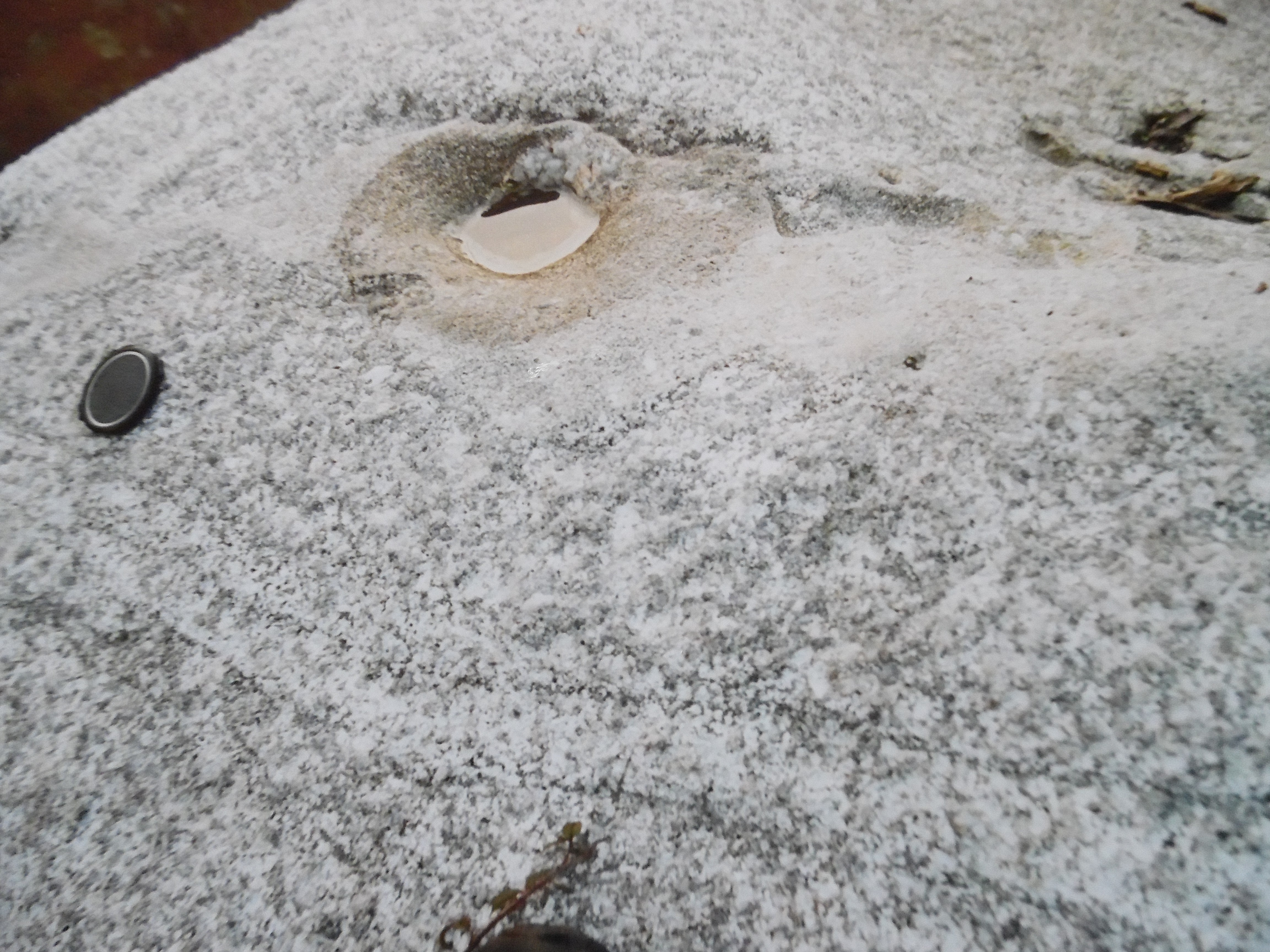
Magmatische Schlieren in der grobkörnigen Fazies des Piégut-Pluviers-Granodiorits bei La Chapoulie, Nontron
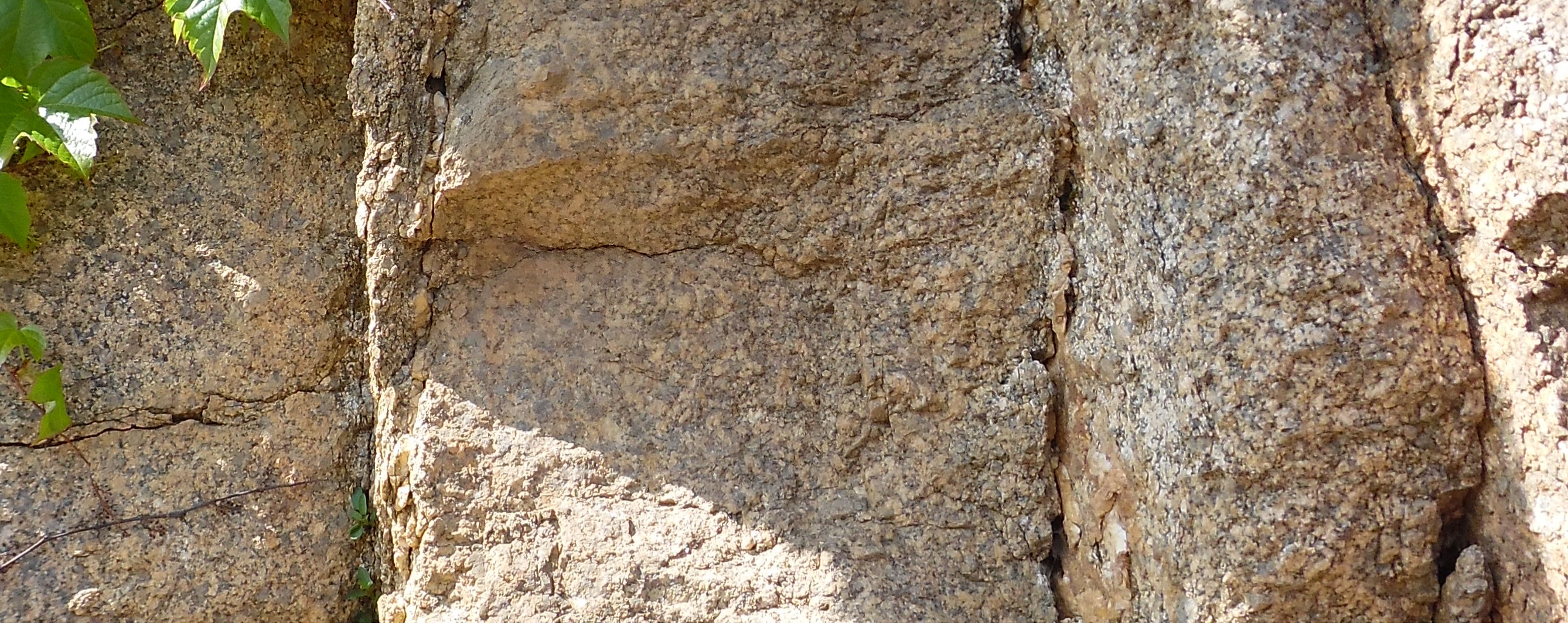
Grobkörnige Fazies in Nontron durchsetzt mit Barytadern
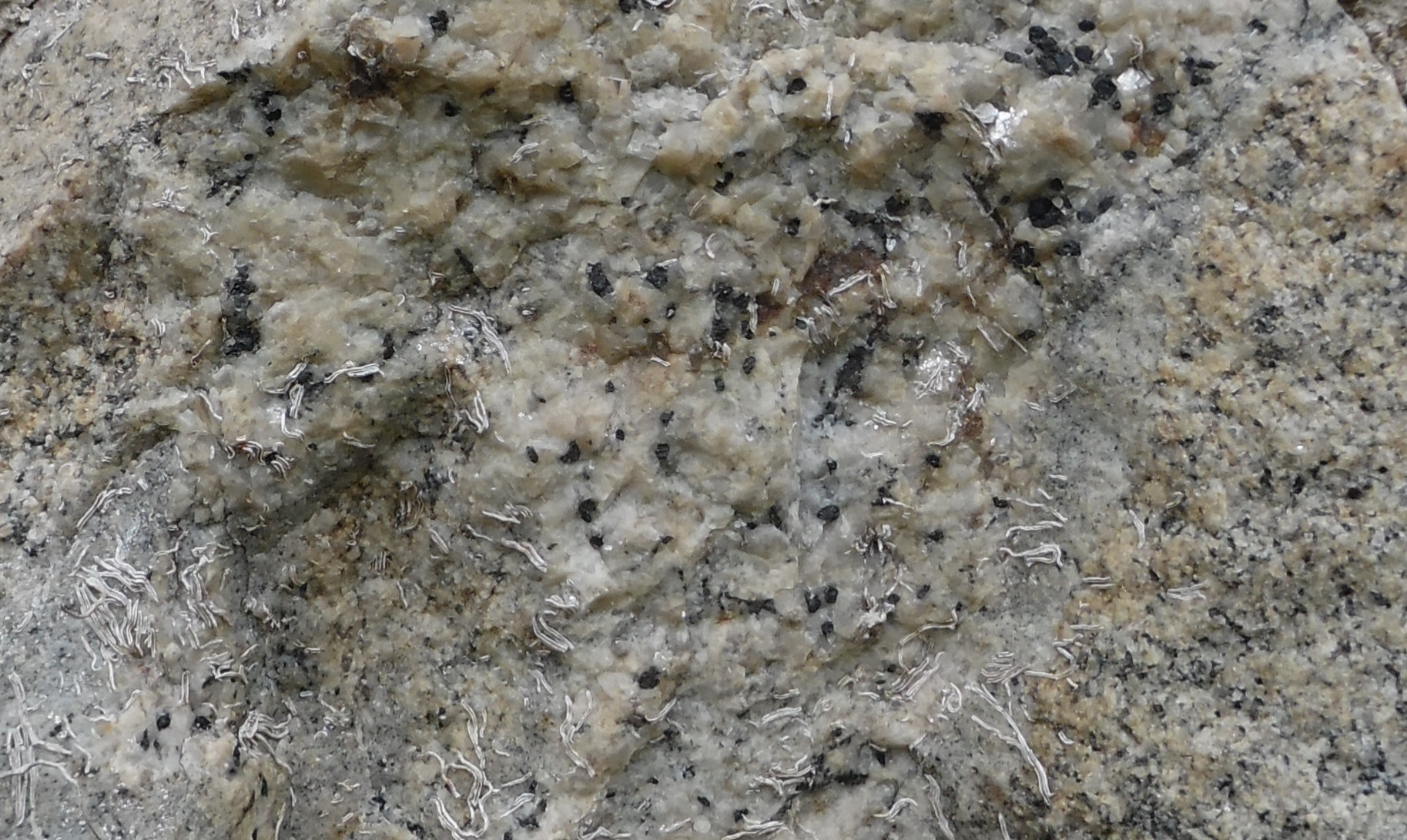
Feinkörnige Fazies mit pegmatitischer Absonderung in Nontron
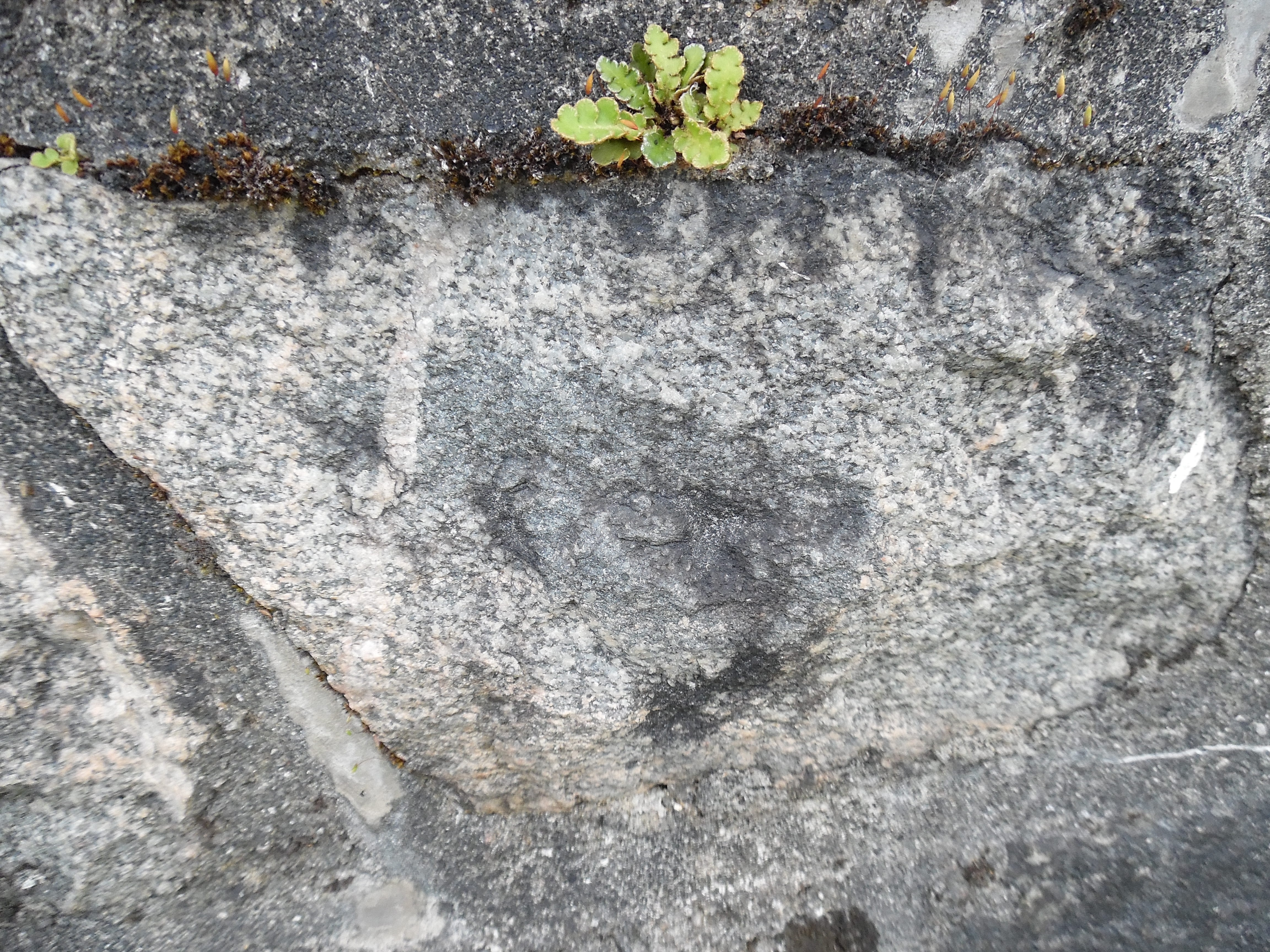
Hornblende-reiche Fazies mit eckiger, feinkörniger, dioritischer Inklusion, Nontron. Das Ensemble wird im Spätstadium von hellen Adern durchsetzt.
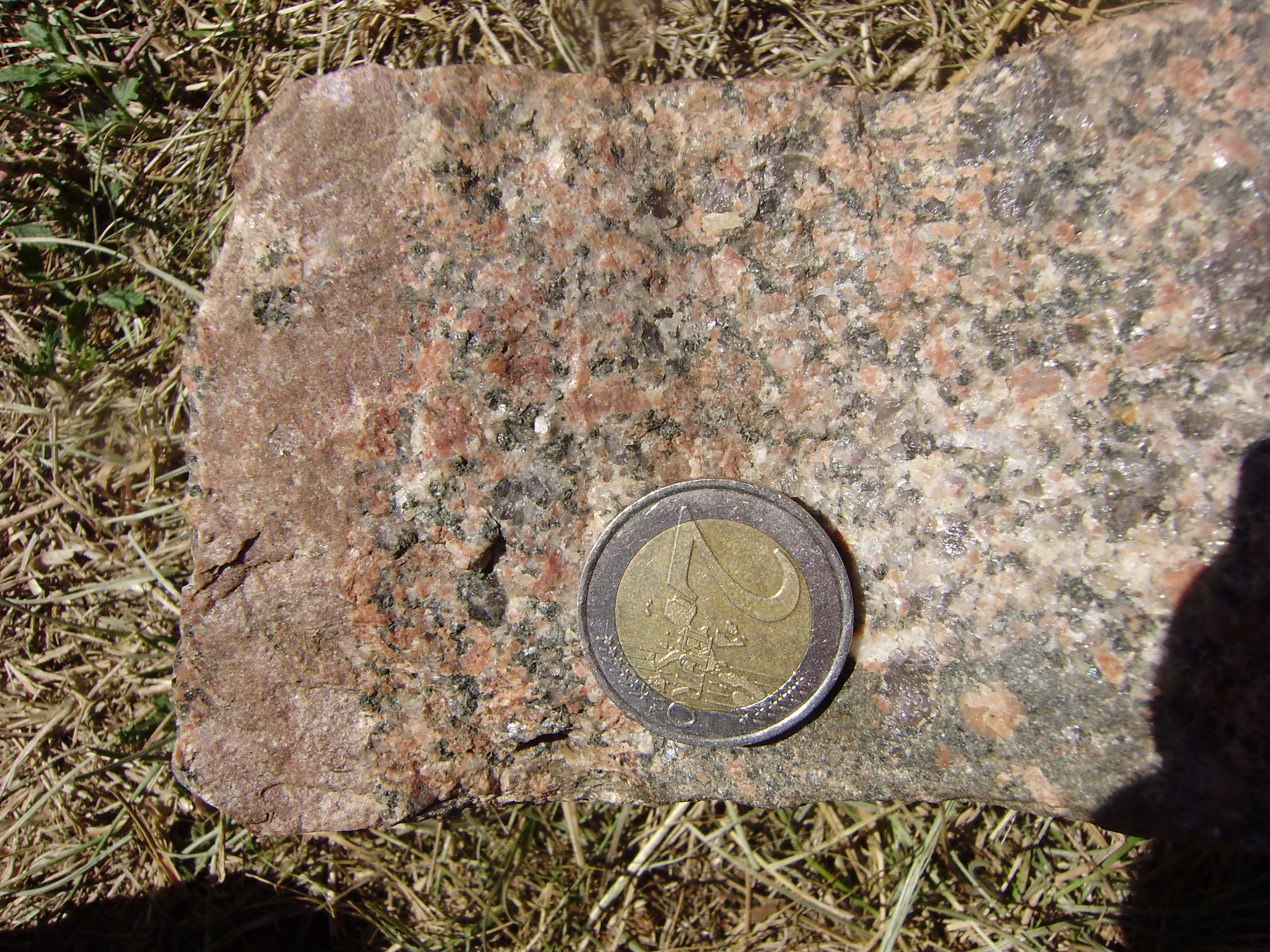
„Rotfazies“ im gewöhnlichen Granodiorit bei Abjat-sur-Bandiat, am linken Rand ein rosafarbener Aplitgang
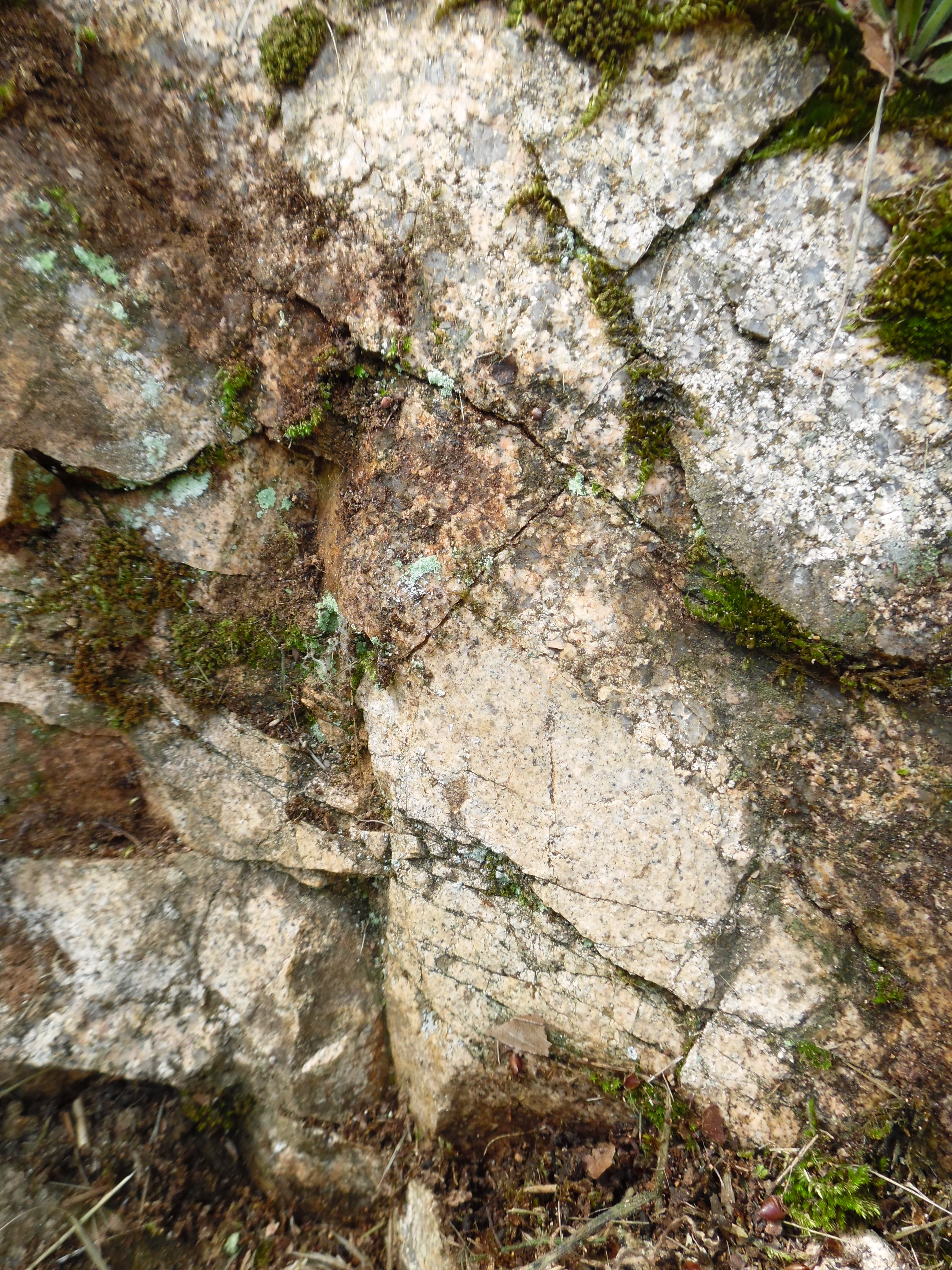
Rosafarbener Aplitgang intrudiert die grobkörnige Fazies bei Moulin de la Côte, Saint-Martin-le-Pin
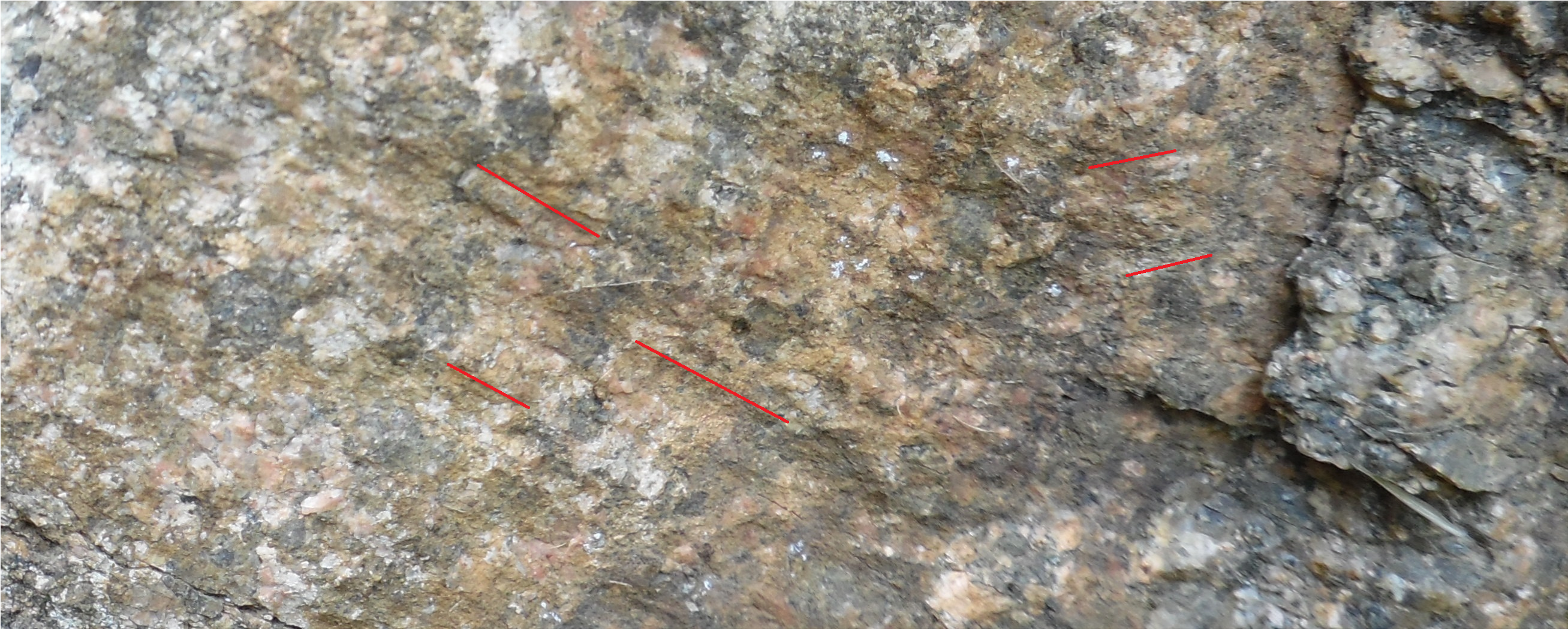
Seitenverschiebung mit Harnischen in der grobkörnigen Fazies des Piégut-Pluviers-Granodiorits bei Moulin de la Côte, Saint-Martin-le-Pin
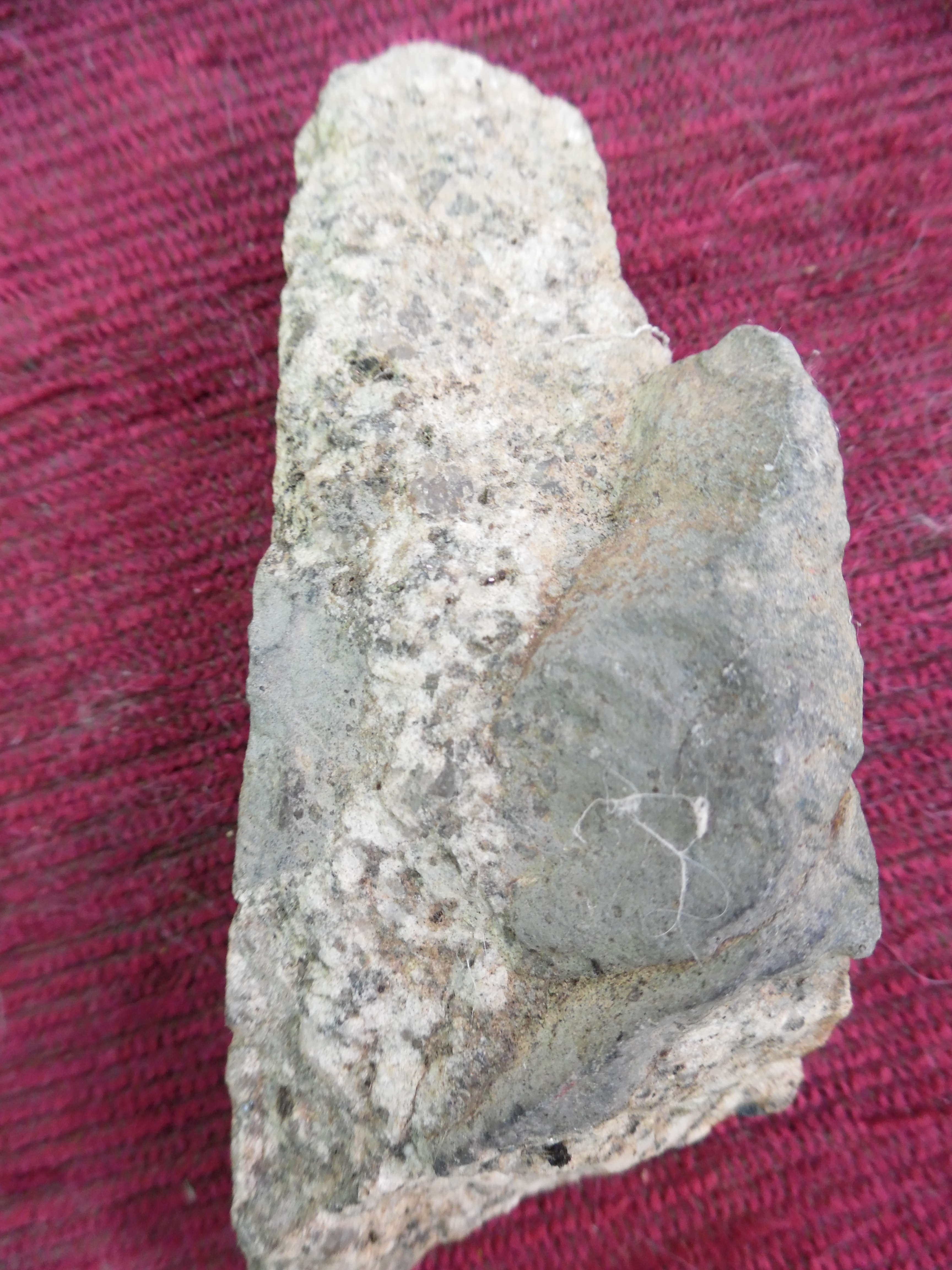
Lamprophyrgang im Kontakt mit dem grobkörnigen Granodiorit, Steinbruch von Piégut
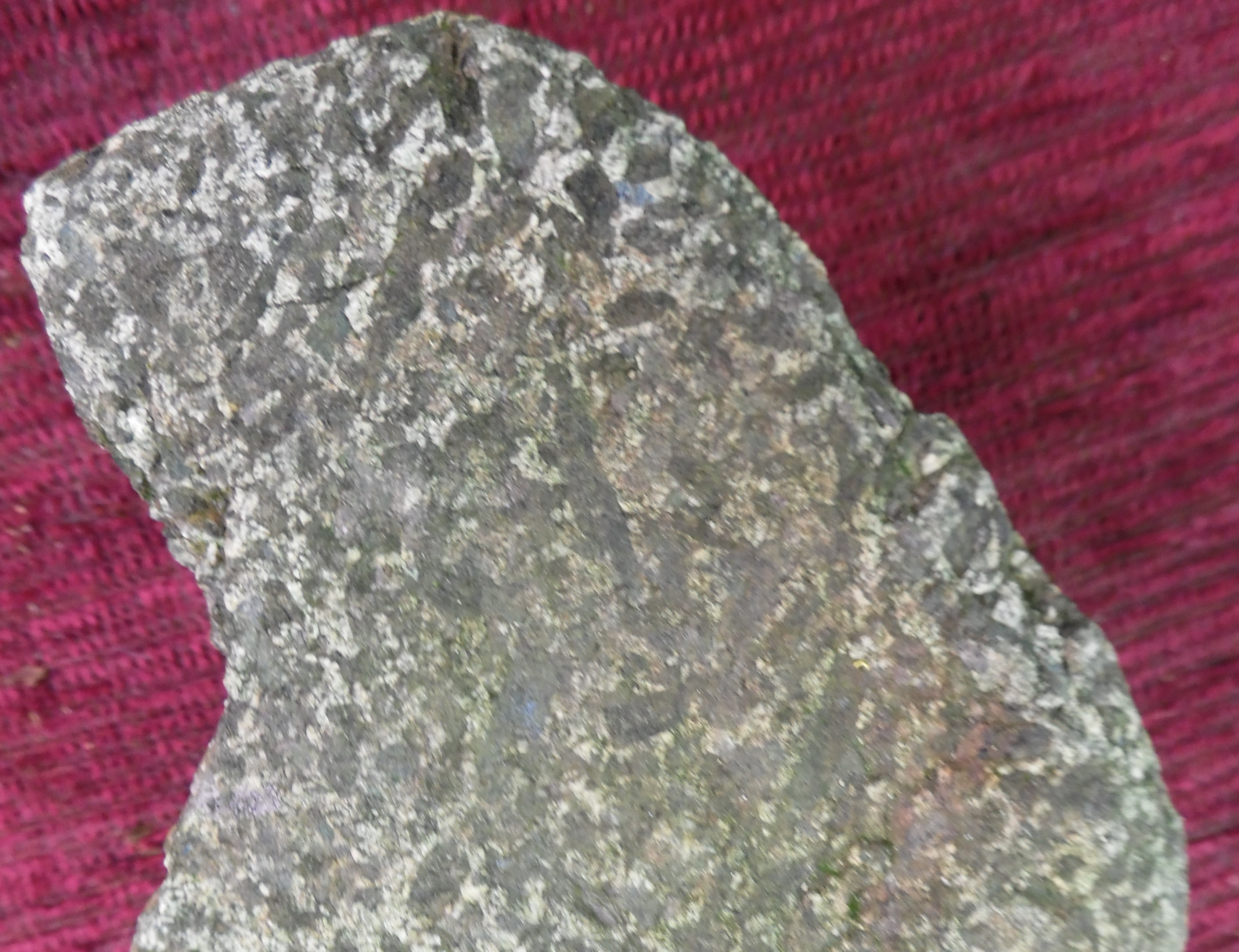
Hornblendit von der südlichen Kontaktzone des Piégut-Pluviers-Granodiorits bei Nontron
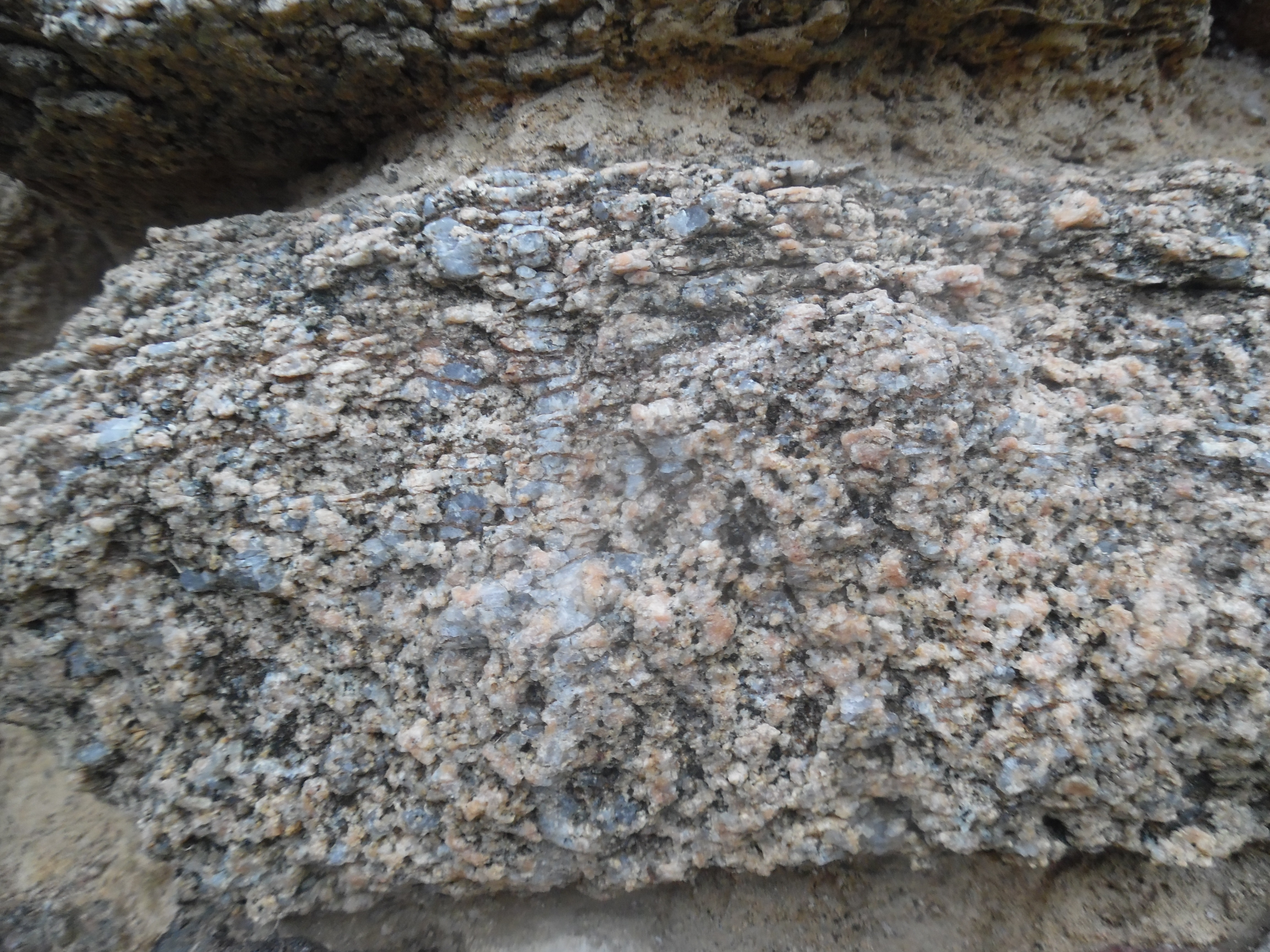
Stark verwitterte grobkörnige Fazies von Nontron. Die Alteration lässt die flache Foliation deutlich hervortreten.
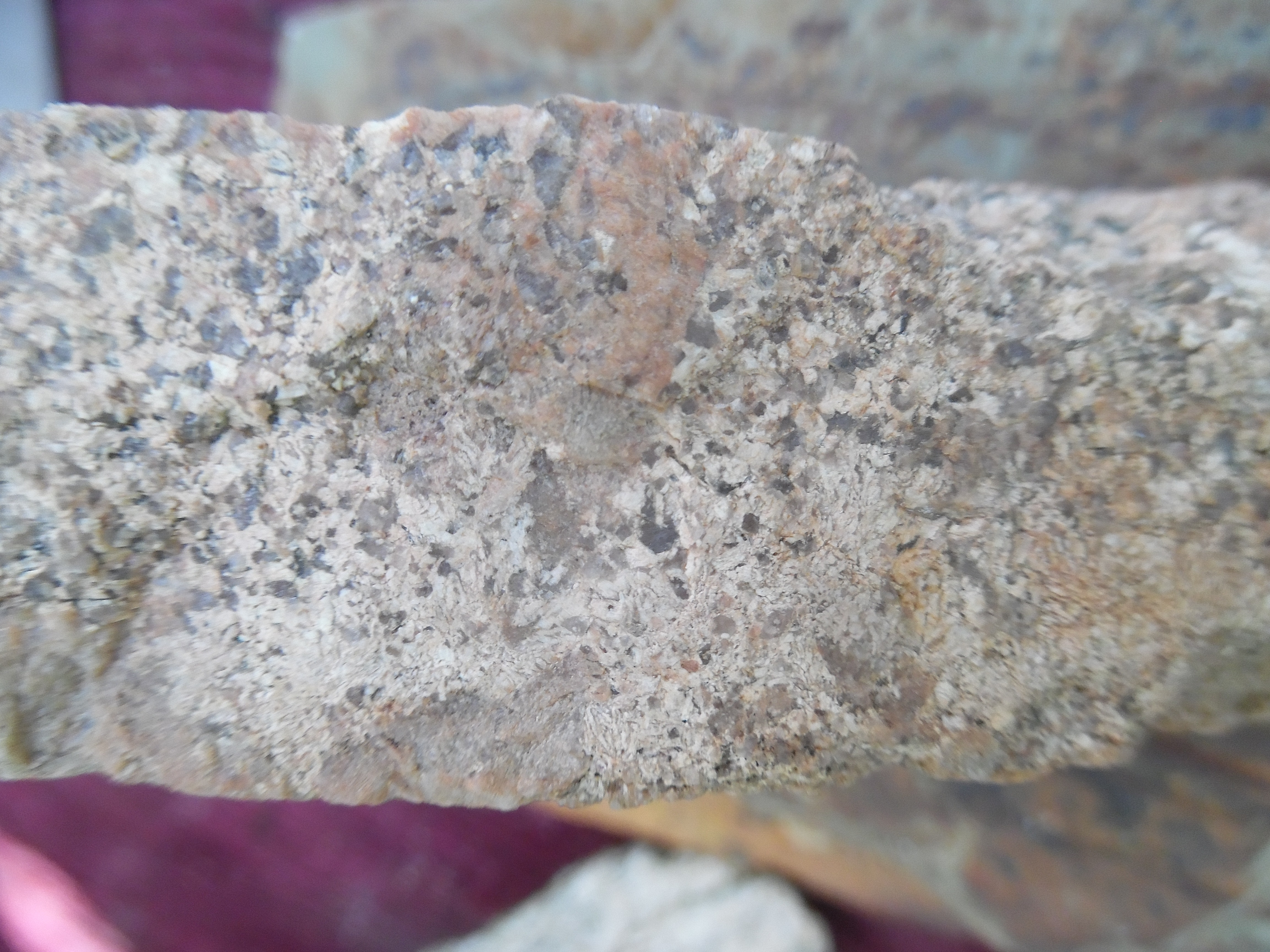
Rosafarbener Aplitgang von La Bardinie, Nontron, mit ungewöhnlichem, an Myrmekit erinnerndem Schriftgranitgefüge
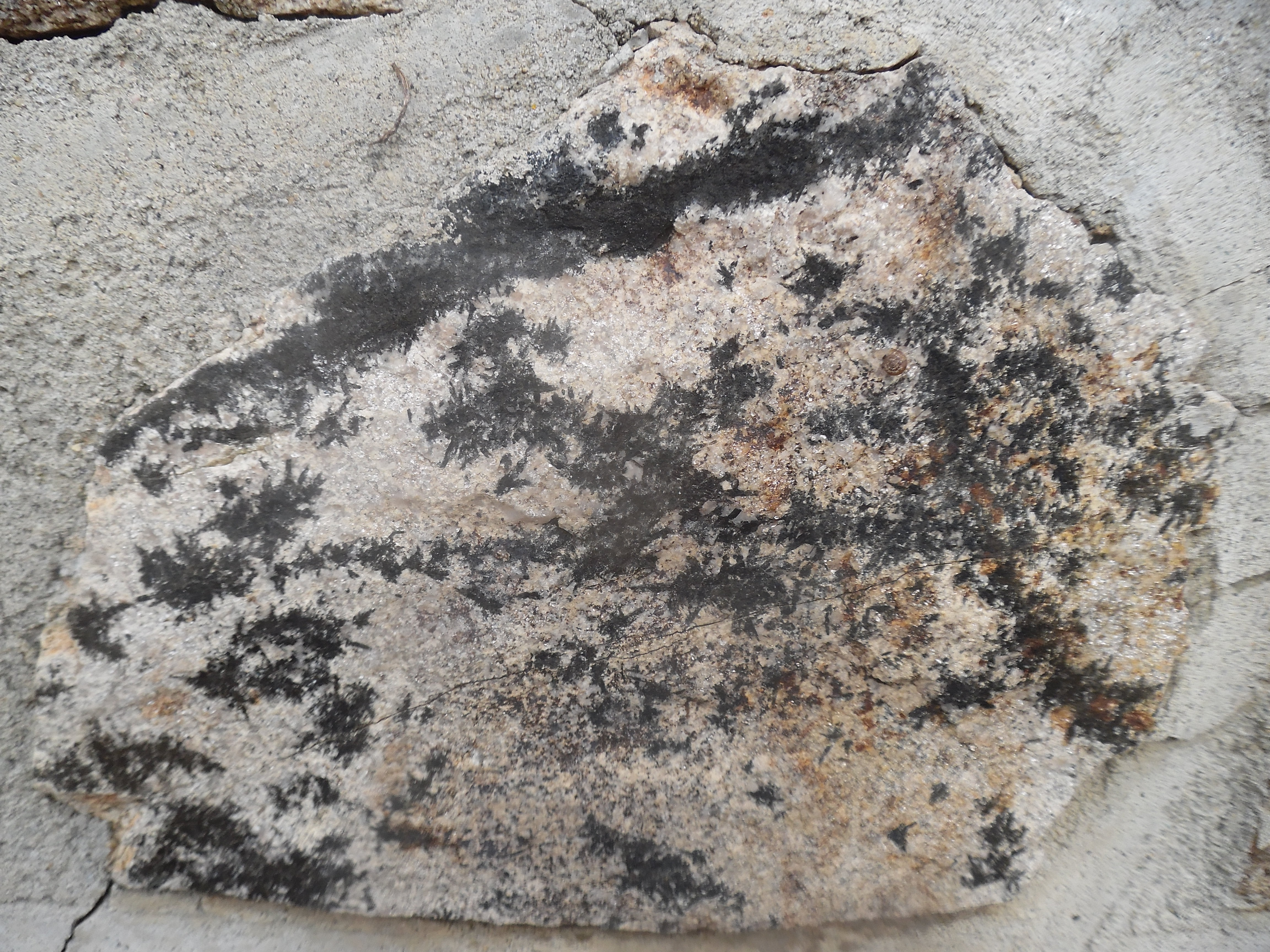
Vollständig von schwarzem Turmalin überzogener feinkörniger Granodiorit in Nontron
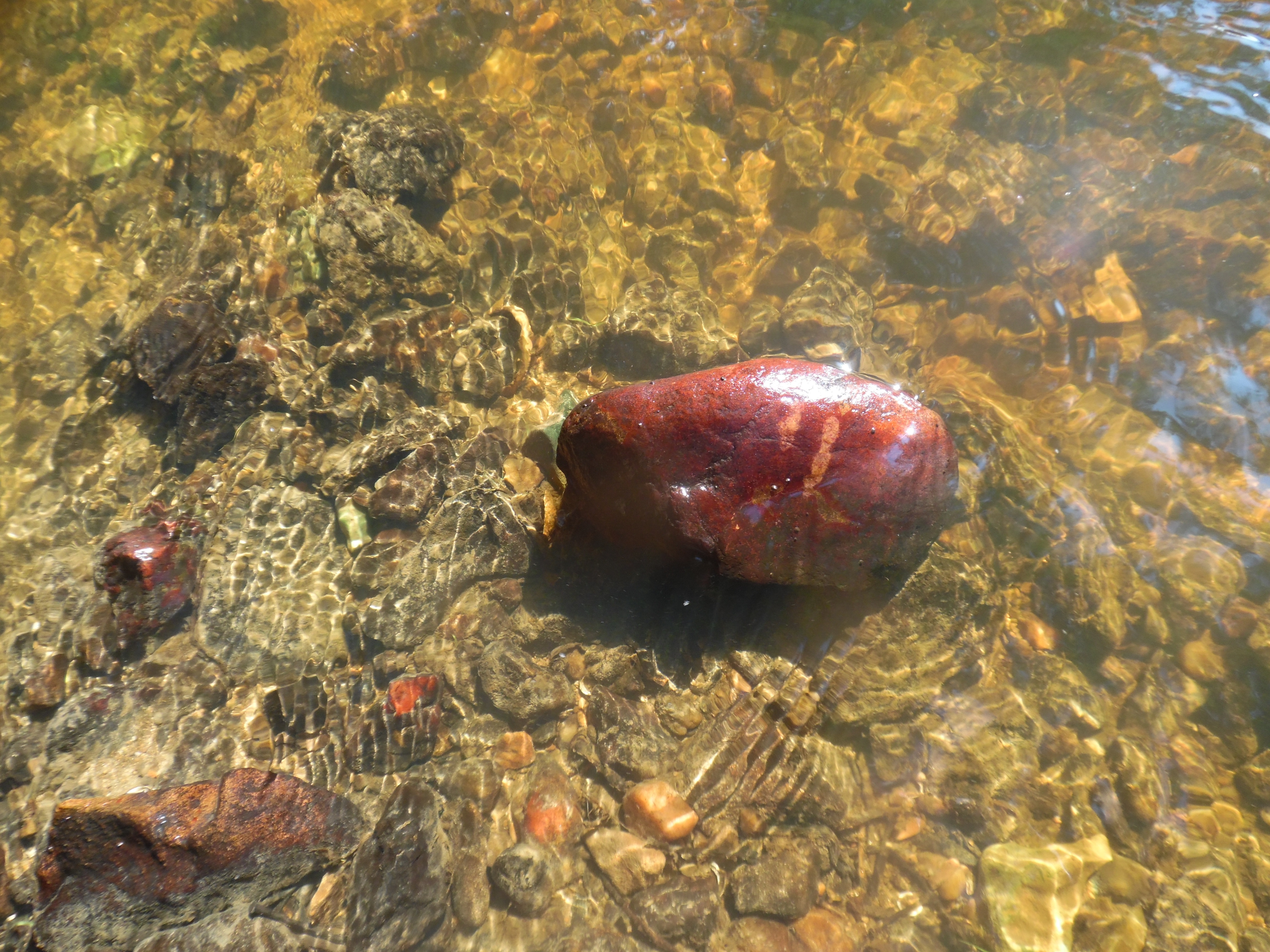
Hämatit-überzogener Quarzkiesel aus dem Bandiat unterhalb von Nontron. Dürfte einem Quarzgang des Granodiorits entstammen.
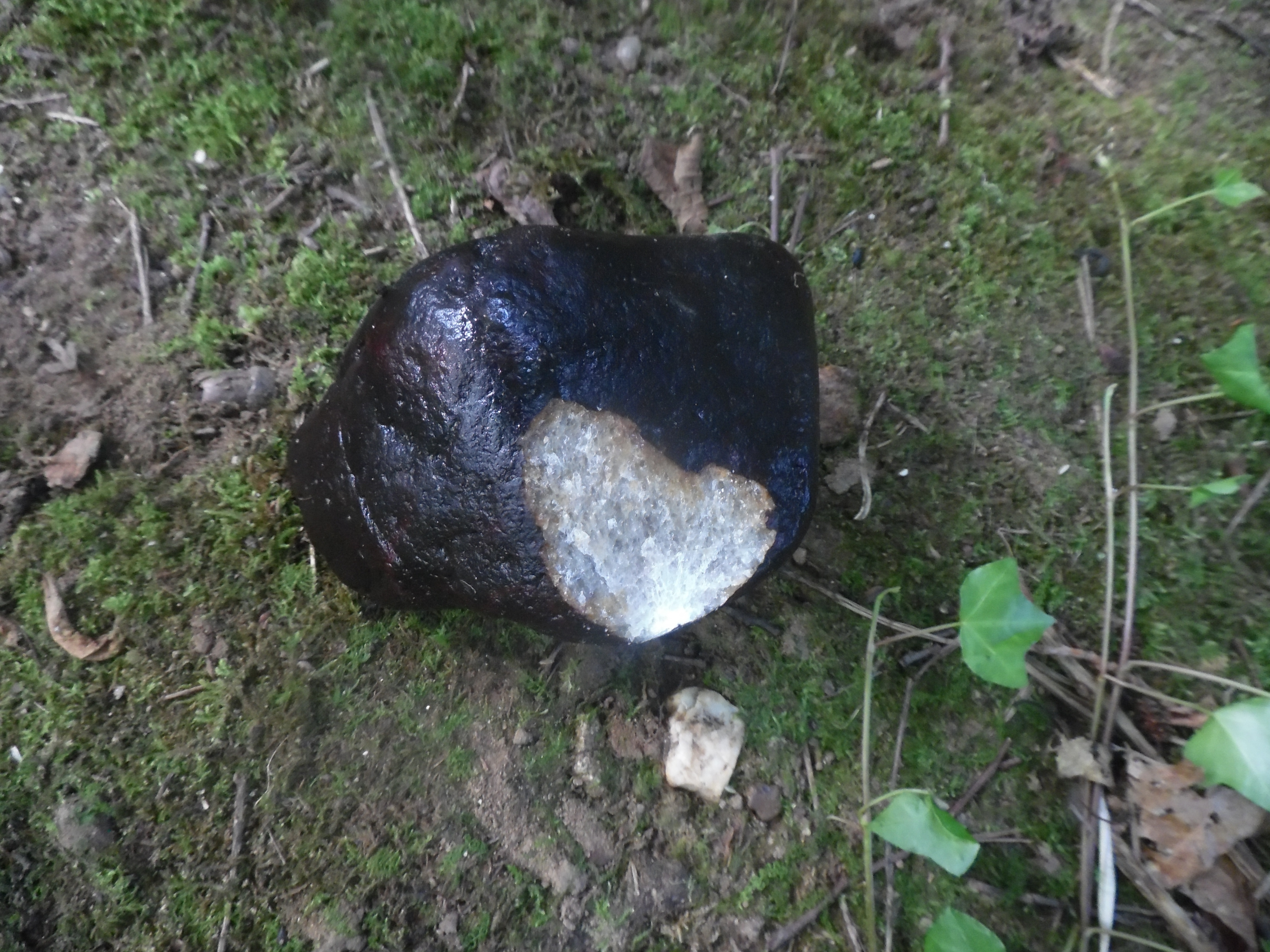
Weiterer Quarzkiesel vom Bandiat mit dunkelbrauner Patina.

### Dünnschliffe

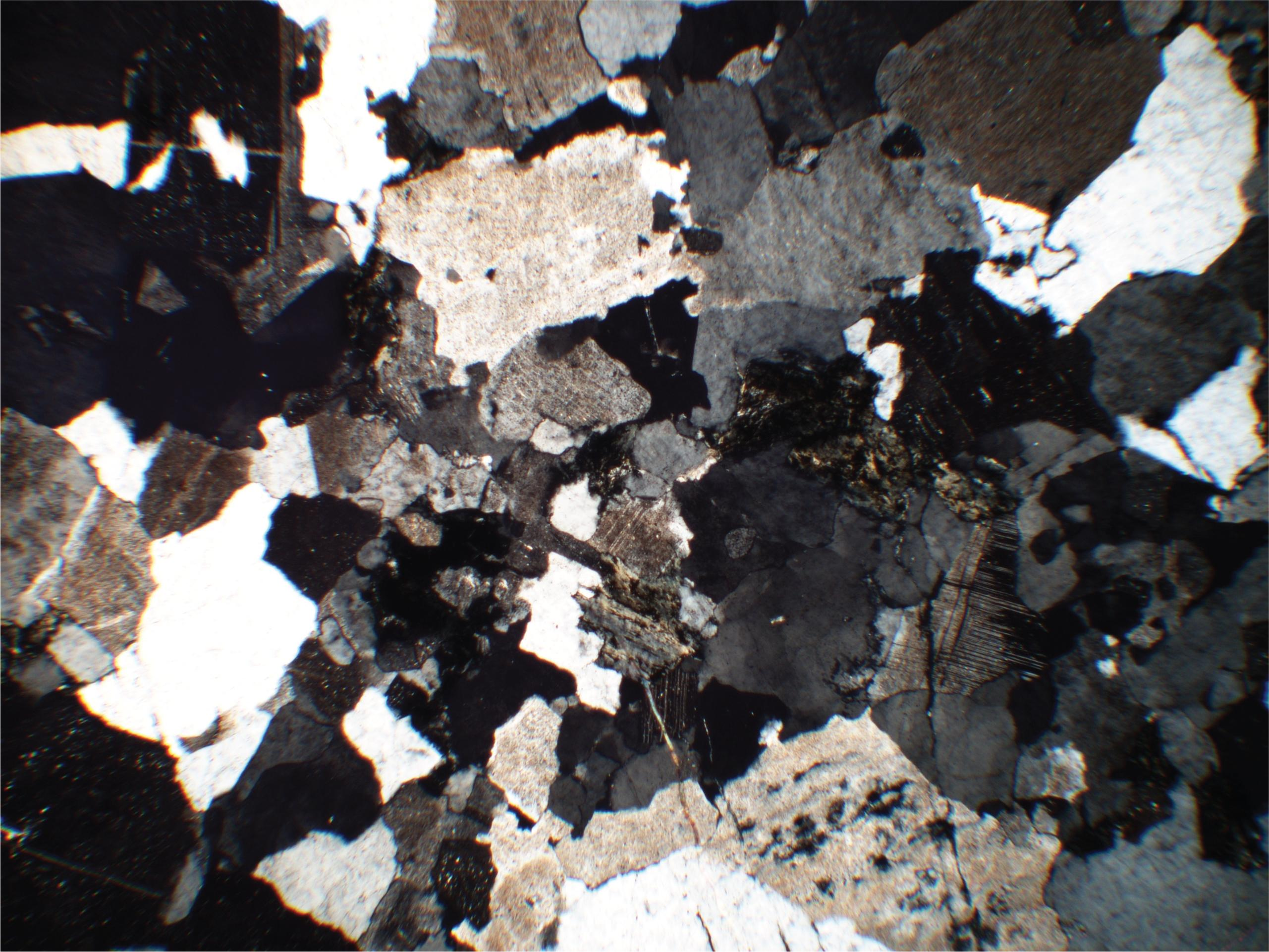
Dünnschliff eines rosafarbenen Aplitgangs in der Rotfazies bei Abjat-sur-Bandiat. Der Plagioklas ist hämatitisiert, der Biotit chloritisiert.
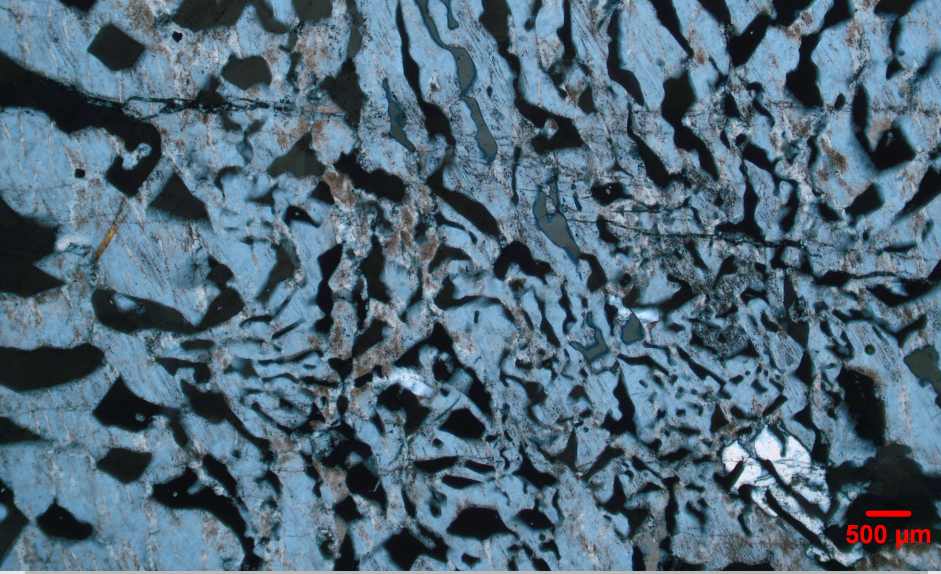
Dünnschliff des rosafarbenen Aplitganges von La Bardinie, Nontron, mit ungewöhnlichem Schriftgranitgefüge
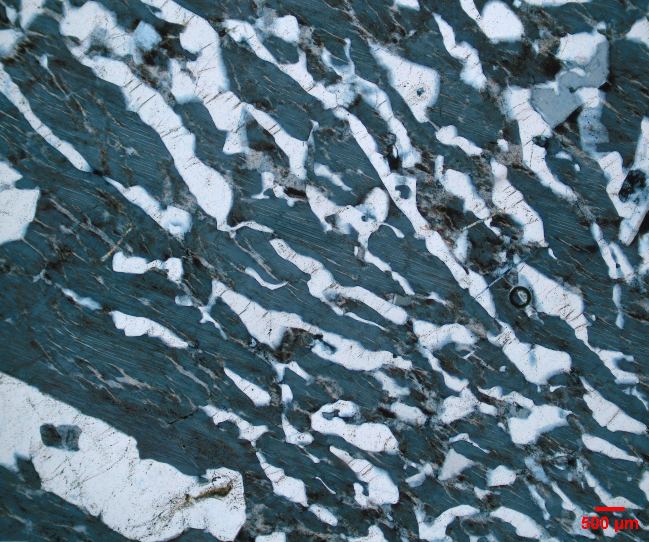
Dito, recht regelmäßige, weiße Quarzzüge in grauem, perthitischen Alkalifeldspat. Inklusionsspuren queren den Quarz.
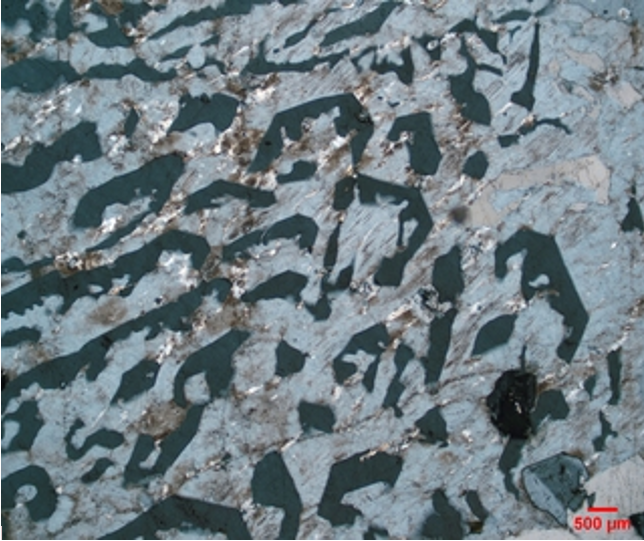
Dito. Die hier dunkelgrauen Quarzzüge manifestieren die für Schriftgranit typischen, betont geometrischen Muster.
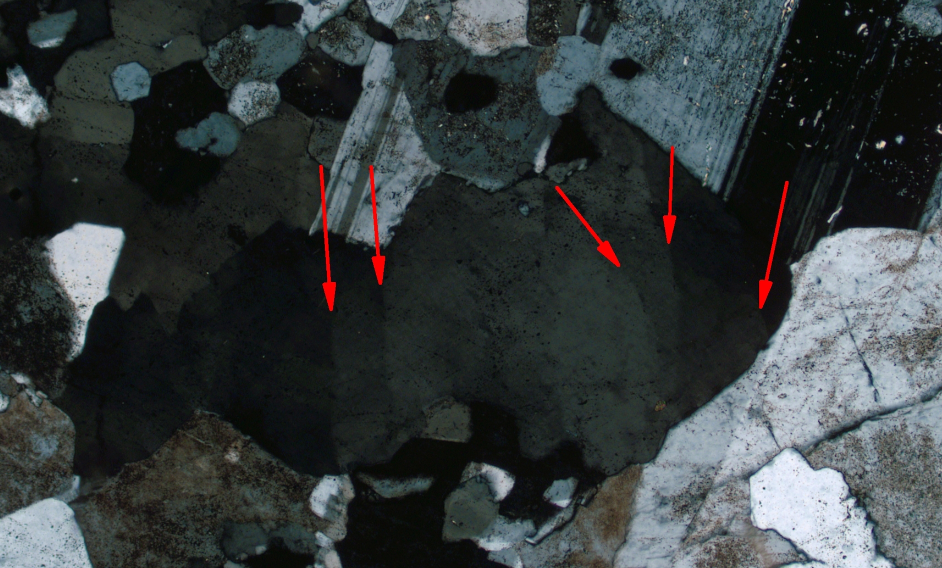
Dito. Das zentrale Alkalifeldspatkorn manifestiert undulöses Auslöschen und beginnende Subkornbildung. Darüber Plagioklas, rechts unten serizitisierter Alkalifeldspat und links oben kleine rekristallisierte Quarzkörner.
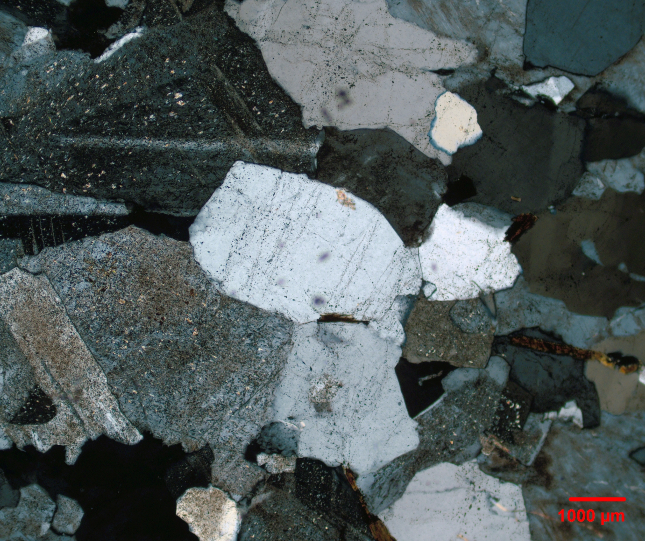
Dito. Das zentrale hellgraue Quarzkorn wird von Flüßigkeitseinschlüssen gequert. Der Alkalifeldspat auf der linken Seite ist stark serizitisiert und zeigt auf der rechten Seite beginnende Subkornbildung. Rechts sind kleine Biotite zu erkennen.